# Paradoxe de Fermi
Vous lisez un « article de qualité » labellisé en 2011.
Pour les articles homonymes, voir Fermi.

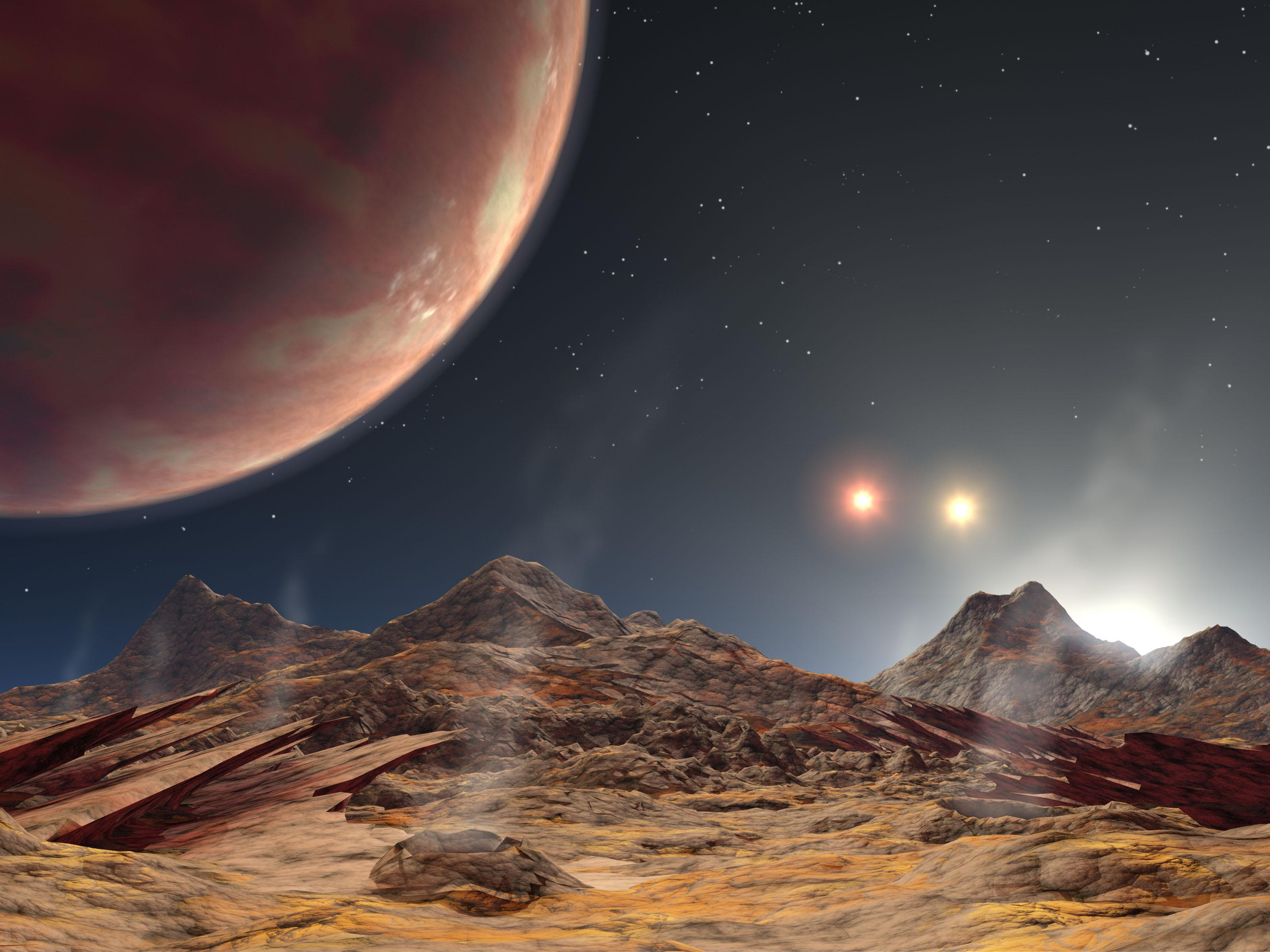
Vue d'artiste des trois étoiles de l'exoplanète HD 188753 Ab, à partir d'un hypothétique satellite de cette dernière.

Le paradoxe de Fermi est le nom donné à une série de questions que s'est posées le physicien italien Enrico Fermi en 1950, alors qu'il débattait avec des amis de la possibilité d'une vie extraterrestre et d'une visite d'extraterrestres.
Fermi, lauréat du prix Nobel de physique en 1938, et alors qu'il est impliqué dans le projet Manhattan à Los Alamos aux États-Unis, déjeune avec plusieurs de ses amis et collègues (Emil Konopinski, Edward Teller et Herbert York). Lors du repas, il en vient à demander où sont les extraterrestres, et pose le principe du paradoxe qui porte son nom. Celui-ci consiste à se demander pourquoi l'humanité n'a, jusqu'à présent, trouvé aucune trace de civilisations extraterrestres, alors que le Soleil est plus jeune que beaucoup d'étoiles situées dans notre galaxie. Selon Fermi, des civilisations plus avancées auraient dû apparaître parmi les systèmes planétaires plus âgés et laisser des traces visibles depuis la Terre, telles que des ondes radio. Le paradoxe de Fermi peut s'énoncer sous la forme d'une question :
La question de Fermi — soulevée avant lui par Constantin Tsiolkovski — est redécouverte par Carl Sagan en 1966, puis est explicitement formulée par l'ingénieur David Viewing en 1975. La même année, Michael H. Hart formule plusieurs hypothèses visant à résoudre le paradoxe, classées en quatre catégories :
1. Il se peut que la probabilité d'apparition d'une civilisation technologiquement avancée soit très faible, si bien qu'un univers de la taille du nôtre est nécessaire pour qu'elle ait une chance de se produire une fois (mais beaucoup moins probablement deux) ;
2. Il se peut que les extraterrestres existent, mais que, pour une raison ou une autre, la communication et le voyage interstellaires soient impossibles ou ne soient pas jugés souhaitables ;
3. Il se peut que la vie existe ailleurs, mais en des lieux rendant sa détection difficile — par exemple, dans des océans protégés par une couche de glace, organisée autour d'évents hydrothermaux[1] ;
4. Il se peut enfin que les extraterrestres existent et nous rendent visite, mais d'une manière indétectable avec les moyens techniques actuels.

Pour certains auteurs, le paradoxe n'en est pas un ; pour d'autres, il s'agit d'un dilemme ou d'un problème de logique ; pour d'autres enfin, il repose sur un anthropocentrisme, c'est-à-dire un raisonnement qui appréhende la réalité à travers la seule perspective humaine, l'étroitesse de ce raisonnement empêcherait de résoudre la question de la vie extraterrestre. La littérature spécialisée, mais aussi la science-fiction, la philosophie et la pensée religieuse, connaissent depuis une profusion d'essais explorant les solutions possibles au paradoxe. La façon de l'aborder a ainsi évolué ; des outils statistiques (comme l'équation de Drake) ont tenté de le poser sous une forme scientifique. D'autres approches (comme la théorie de l'évolution, l'écologie ou la simulation informatique) en ont élargi la base de réflexion, mais il n'y a toujours pas de consensus sur la solution du problème.

Une représentation graphique en fausses couleurs du message d'Arecibo, première tentative humaine pour communiquer avec des civilisations extraterrestres.

## Histoire d'une interrogation

### La discussion de l'été 1950

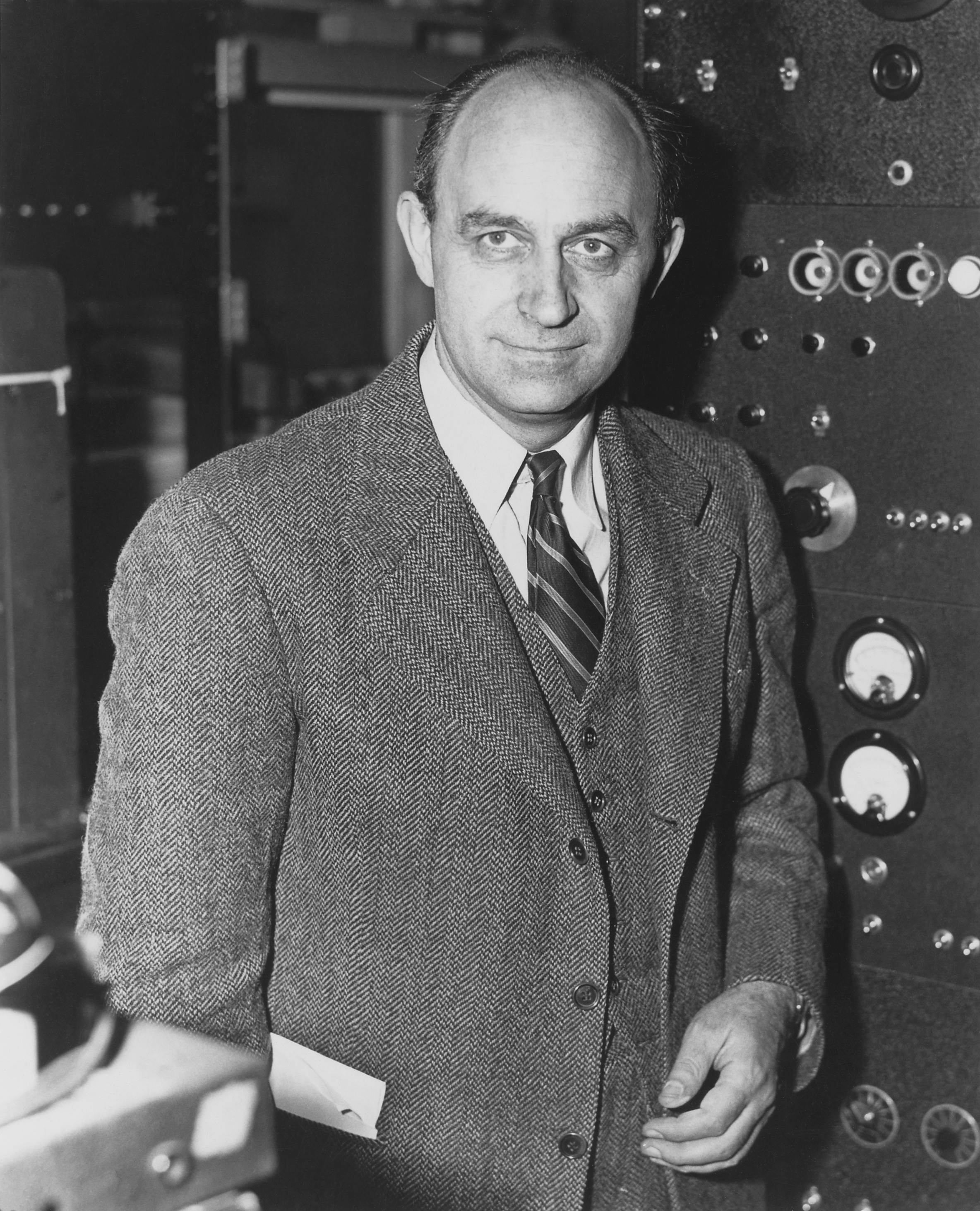
Enrico Fermi dans les années 1940.

Peu de temps avant le début de la Seconde Guerre mondiale, Enrico Fermi émigre aux États-Unis. Le 2 janvier 1939, avec toute sa famille, il s'installe à New York. Il enseigne à l'université Columbia avec son collègue Leó Szilárd. Les deux hommes travaillent ensuite ensemble à l'université de Chicago à l'élaboration d'une pile atomique, le premier réacteur nucléaire. Le 2 décembre 1942 est obtenue la première réaction en chaîne contrôlée de fission. Fermi travaille ensuite au Laboratoire national de Los Alamos jusqu'à la fin de la Seconde Guerre mondiale, au sein du projet Manhattan. Par la suite, en 1945, il est fait citoyen des États-Unis, en récompense de ses travaux sur la bombe A,.
« Sommes-nous la seule civilisation intelligente et technologiquement avancée de l'Univers ? » est la question que se pose Fermi lors de l'été 1950, dans la cafétéria du Laboratoire national de Los Alamos, au cours d'une conversation informelle avec ses trois collègues. Le déroulement de la conversation varie cependant selon les souvenirs de chaque témoin, l'échange entre Fermi et trois de ses collègues (Edward Teller, Emil Konopinski et Herbert York) n'ayant pas fait l'objet d'une consignation par écrit. Selon Carl Sagan, la conversation aurait été apocryphe, mais l'enquête d'Eric M. Jones, en 1985, suggère qu'elle a bien eu lieu. Les témoignages des personnes présentes, ainsi que ceux des trois scientifiques participant au débat, constituent toutefois l'unique source d'information à ce propos. Fermi ne semble pas s'être prononcé par la suite sur cette question. Jones a recueilli le contexte de cet événement, contactant les collègues de Fermi par courrier, mais aussi tous ceux qui auraient pu être présents à ce moment-là, à la Fuller Lodge, la cafétéria du personnel où se serait déroulée la discussion. Hans Mark constitue son témoin direct le plus fiable, même s'il n'a pas participé à l'échange. Herbert York atteste que l'échange a eu lieu lors de l'été 1950, en tous les cas après la publication d'un certain dessin d'Alan Dunn, le 20 mai 1950,.

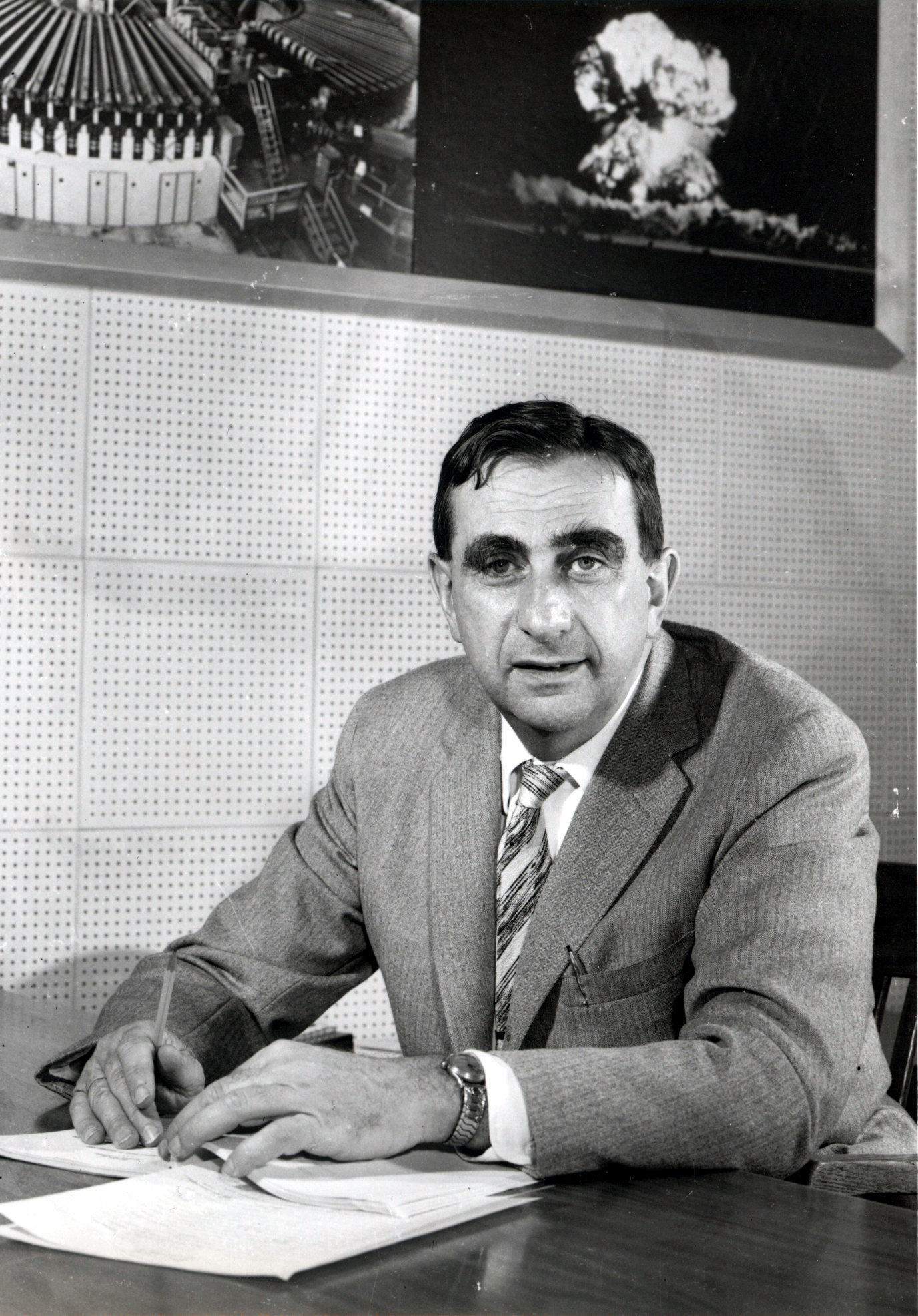
Edward Teller en 1958.

Emil Konopinski, contacté par Jones, est celui qui se souvient le plus clairement de la discussion ; il explique se rappeler que l'échange, à la Fuller Lodge, avait trait aux extraterrestres. Le physicien italien commente alors un dessin humoristique paru dans le New Yorker du 20 mai 1950, dans lequel le dessinateur, Alan Dunn, pour expliquer de mystérieux vols d'objets qui venaient d'être rapportés à New York, et la disparition concomitante de poubelles domestiques, représentait sur leur planète des extraterrestres tirant hors d'une soucoupe volante les poubelles terriennes. Il s'ensuit une discussion passionnée entre les hommes présents à cette table quant à la possibilité de l'existence d'une vie extraterrestre, et aux preuves susceptibles de nous en parvenir. Konopinski ajoute que c'est à partir de ce dessin que la discussion a pris une tournure plus sérieuse,,. Fermi aurait demandé : « Si les extraterrestres existent, où sont-ils donc ? ». Selon Konopinski, sa question était plutôt formulée ainsi : « Don't you ever wonder where everybody is? » (« Ne vous demandez-vous jamais où est tout le monde ? »). Selon lui, trois types de preuves existent : l'observation de sondes, de vaisseaux ou de transmissions radios ; or aucune n'a été détectée par l'humanité via des procédés scientifiques rigoureux. Le paradoxe est donc celui-là : si l'on postule l'existence d'une vie extraterrestre, celle-ci aurait déjà dû se manifester, pourtant nous n'en observons aucune trace irréfutable. Selon le conférencier Michael Michaud, le développement de Fermi est une version précoce et informelle de l'équation de Drake, venue le préciser quelques années après.

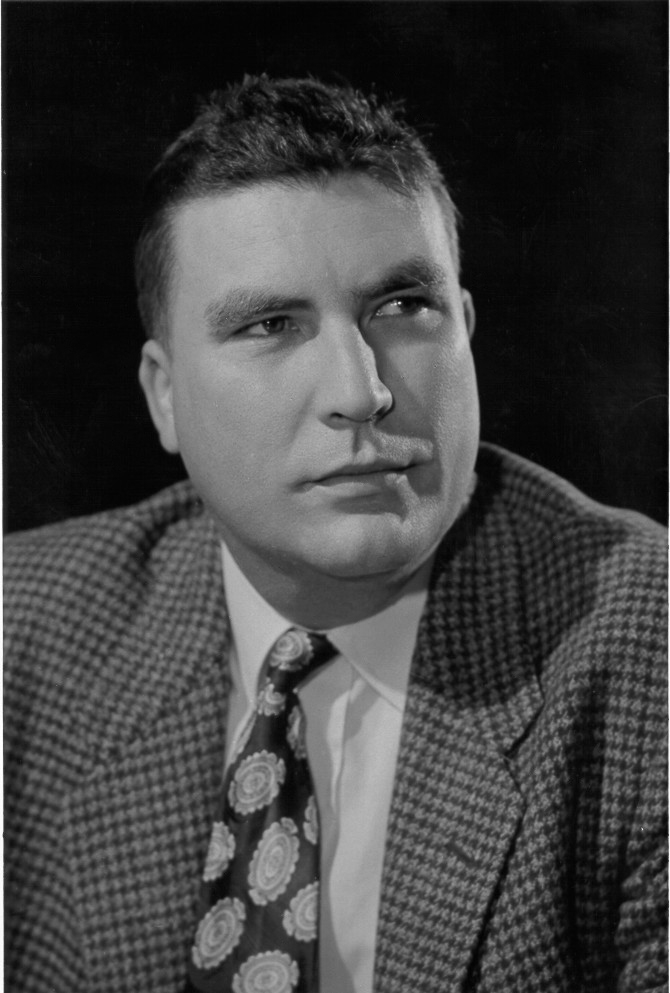
Herbert York en 1957.

Pour Edward Teller, le souvenir de l'échange est plus flou ; il se rappelle que la discussion a eu lieu peu de temps après la fin de la guerre, lors d'une visite de Fermi au Laboratoire national de Los Alamos, certainement pendant l'été,. Le scientifique ne se souvient pas du point de départ de la discussion, à savoir — selon Konopinski — le dessin d'Alan Dunn. Teller indique même que la discussion n'avait initialement rien à voir au début avec l'astronomie, et était plutôt terre-à-terre. Après quelques échanges, Fermi en est venu à lancer : « Où est tout le monde ? » (« Where is everybody ? »). Tous ses convives auraient alors éclaté de rire, du fait même que la question, en dépit de son caractère surprenant, a été comprise par chacun comme se référant à la question de la vie extraterrestre ; puis la discussion a continué sur ce sujet,. Il se rappelle en revanche avec certitude que Fermi a abordé la question de la vie extraterrestre, en proposant des chiffres et des statistiques. Teller avance que les personnes présentes étaient au nombre de huit, ce que ne confirment pas du tout Konopinski et York, qui n'en mentionnent que quatre, eux-mêmes inclus.

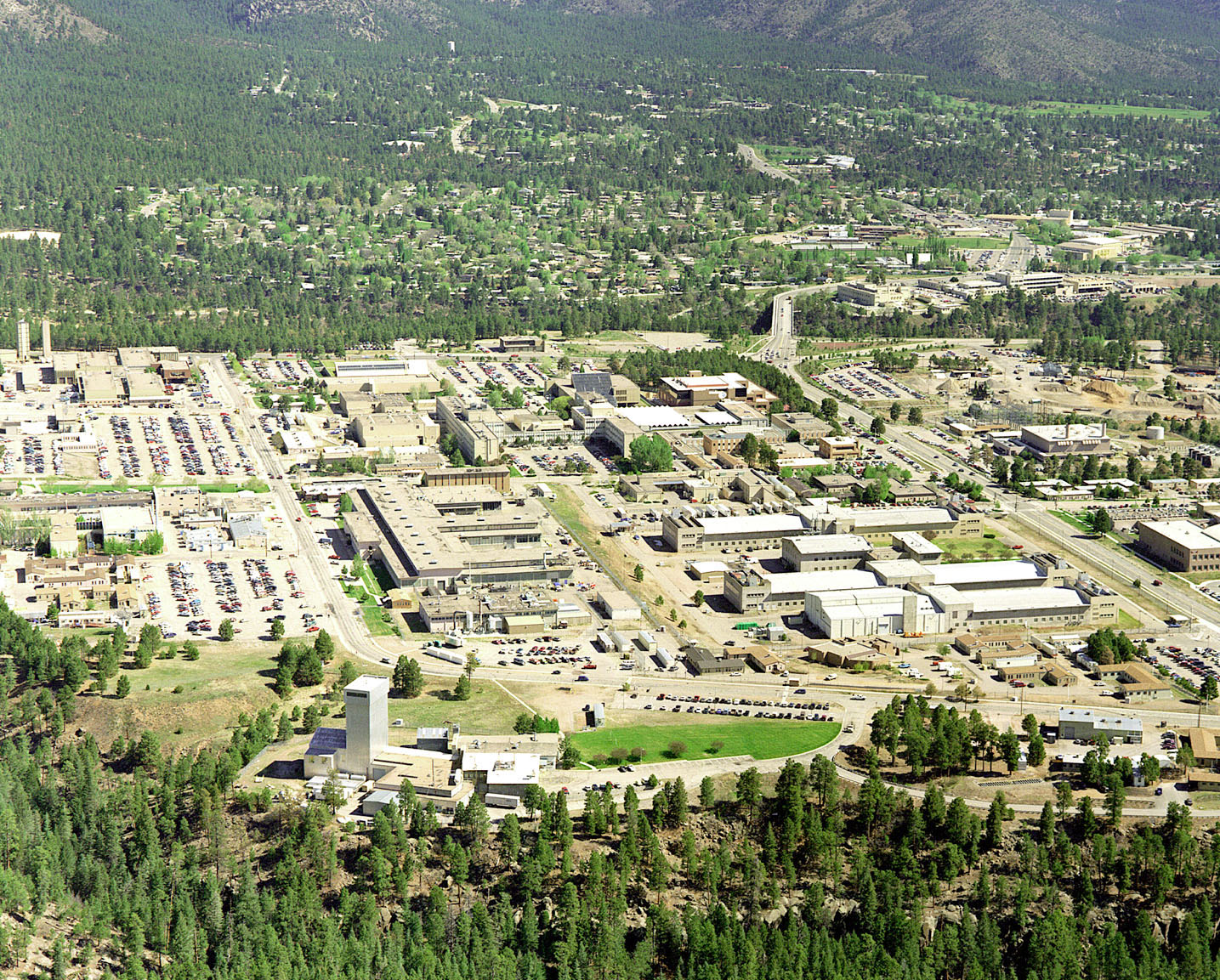
Le Laboratoire de recherche de Los Alamos, en 1995.

Pour Herbert York, la discussion a commencé à partir du dessin de Dunn, puis Fermi en a mené le déroulement. Le scientifique italien était, selon York, très « expansif » (« expansive ») : il se lançait dans de nombreux calculs de probabilités concernant tous les facteurs permettant l'apparition de la vie intelligente dans l'Univers. Fermi évoque la probabilité d'existence de planètes semblables à la Terre, celle concernant la genèse de la vie sur une planète favorable, le temps nécessaire à l'apparition d'une civilisation hautement avancée, etc. Fermi aurait ensuite examiné le cas d'une civilisation intéressée par la conquête de la Galaxie (quels que soient ses buts) et dotée de moyens techniques raisonnables, à la portée de la civilisation humaine de l'époque, maîtrisant notamment le voyage interstellaire, et ce même à une vitesse nettement inférieure à la vitesse de la lumière. Selon son argumentation, une telle civilisation serait capable de coloniser une nouvelle planète pour la transformer en nouvelle base de départ, chaque cycle nécessitant quelques centaines ou milliers d'années, et permettant d'avancer, par bonds successifs, plus loin dans l'espace de quelques dizaines d'années-lumière. Sachant que la Voie lactée a un rayon d'environ 50 000 années-lumière, une vitesse globale du front de colonisation de 1 % de la vitesse de la lumière suffit à la coloniser entièrement en quelques millions d'années, ce qui est très peu par rapport à l'âge de la Galaxie et au temps qu'il a fallu à la vie terrestre pour évoluer jusqu'à la civilisation humaine actuelle. Il conclut en posant les prémisses du paradoxe qui porte désormais son nom : si des civilisations extraterrestres existent, la logique serait que ce phénomène se soit déjà produit, et même de nombreuses fois ; par conséquent, sur la base de ses calculs, la Terre aurait déjà dû être visitée il y a longtemps, et même plusieurs fois depuis,.

### La redécouverte: Sagan et Hart

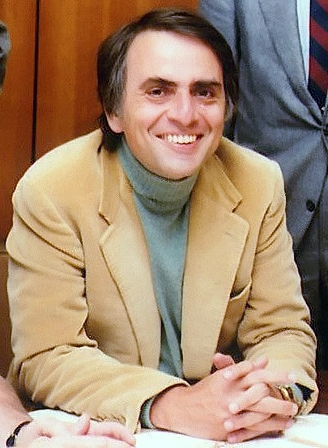
L'astronome Carl Sagan.

Cette interrogation et l'entretien informel qui s'ensuivit entre Fermi et Carl Sagan, ne sont mentionnés qu'en 1966 dans un court article de ce dernier. Il y défend l'idée qu'une civilisation assez ancienne peut en venir à coloniser la Galaxie entière, en dépit de sa taille (100 000 années-lumière),. Le paradoxe de Fermi tombe ensuite dans l'oubli. Deux auteurs vont le redécouvrir en 1975. Dans le Quarterly Journal of the Royal Astronomical Society, l'astrophysicien Michael H. Hart énumère les arguments de Fermi. Il dénombre quatre catégories de solutions possibles : les explications physiques, les explications sociologiques, les explications temporelles, et enfin celles niant l'existence extraterrestre. Il soutient que le voyage interstellaire est possible pour une civilisation technologiquement avancée et que sa migration doit gagner toute la galaxie en quelques millions d'années. Ce laps de temps étant faible comparé à l'âge de la Voie lactée, Hart conclut que le fait que la Terre n'ait pas été colonisée signifie qu'il n'y a aucune civilisation extraterrestre. La même année, David Viewing formule quant à lui explicitement le paradoxe (voir infra) et propose une réponse semblable à celle de Hart : les civilisations extraterrestres n'existent pas ; son article est le premier à se référer à Fermi et à sa question.
Ces deux articles trouvent écho au sein de la communauté scientifique, et c'est à cette occasion, en 1976, que Carl Sagan, se rappelant le questionnement du physicien rencontré quelques années plus tôt, baptise le problème du nom de « paradoxe de Fermi ». Pour l'astronome George Abell, l'analyse de Hart traduit cependant un biais cognitif : il a employé des arguments contestables de manière à imposer sa position, sans prendre la peine d'estimer le nombre d'autres civilisations possibles dans la galaxie. Pour Giuseppe Cocconi et Philip Morrison, les arguments de Hart sont motivés par des considérations religieuses destinées à considérer l'homme le seul être pensant. L'article de Hart est cependant le fondement du paradoxe de Fermi et des solutions proposées par la suite, à tel point que, selon Geoffrey Landis, le paradoxe devrait s'intituler plus justement le « paradoxe de Fermi – Hart », puisque le physicien italien est certes le premier à avoir formulé la question, mais Hart en a fourni une analyse rigoureuse dans son article.

### Débats autour du paradoxe
Après la redécouverte du paradoxe de Fermi par Sagan et Hart, une abondante littérature apparaît, au croisement des domaines de l'astrophysique, de la xénobiologie, de la statistique mais aussi de la philosophie et de la science-fiction. Un panorama bibliographique a été réalisé par T. B. Kuiper et G. D. Brin en 1989.
Les astronomes Thomas Kuiper et Mark Morris expliquent en 1977 que si les voyages interstellaires sont possibles, alors une alternative existe : soit les civilisations technologiques à longue durée de vie sont rares, auquel cas il se pourrait que la nôtre soit unique ; soit plusieurs civilisations existent, et donc la galaxie est déjà explorée ou colonisée. Trois scénarios expliquant l'absence de contact sont envisageables selon eux : soit la Terre a été préservée depuis toujours ; soit la technologie extraterrestre a évolué jusqu'au point où elle ne nécessite plus de bases planétaires ; soit, enfin, la biologie terrestre est inadaptée voire nocive pour ces formes de vie. Michael D. Papagiannis dans Are We Alone, or Could They Be in the Asteroid Belt ? (1978) affirme quant à lui que les extraterrestres demeurent dissimulés dans la ceinture d'astéroïdes du Système solaire, sans interférer avec notre civilisation.
Michael Hart et l'astronome Benjamin Zuckerman organisent en 1979 une conférence à l'université du Maryland intitulée A Symposium on the Implications of Our Failure to Observe Extraterrestrials à l'issue de laquelle ils concluent que les voyages interstellaires sont possibles, bien que difficiles à effectuer, et que la colonisation n'a pu commencer que depuis quelques millions d'années seulement. Le physicien Frank Tipler avance en 1981 que même si une civilisation suffisamment avancée ne cherche pas à envahir la galaxie, il serait étonnant qu'aucune sonde de von Neumann ne soit lancée. Il en déduit que l'espèce humaine est la plus évoluée de toutes celles potentiellement présentes dans les environs du Système solaire (solution dénommée « Tipler's Argument »). Le sénateur William Proxmire a utilisé cet argument à la fin des années 1980 pour tenter de mettre fin au programme SETI. L'argument avancé par Tipler a toutefois été contredit par Carl Sagan et William Newman en 1983.
Dans un article de 1983, et suivant la formule « Cosmic silence » de Stanisław Lem en 1977, Glen David Brin nomme le résultat du paradoxe de Fermi « Great silence » (« Grand silence »). Il distingue deux groupes d'auteurs : ceux qui croient en l'existence de solutions expliquant la vie extraterrestre (« Contact optimists »), et ceux qui pensent que la Terre est unique dans l'univers (partisans de l'« Uniqueness Hypothesis ») ; l'ensemble forme le champ disciplinaire de la « xénologie ». Ian MacLeod dans New Light on the Drake Equation (2001) examine comment l'équation de Drake a redéfini le paradoxe de Fermi, et en quoi la littérature de l'imaginaire a produit des solutions intéressantes. Where Is Everybody ? Fifty Solutions to the Fermi Paradox and the Problem of Extraterrestrial Life (2002) de Stephen Webb examine en détail les solutions envisagées, et l'état du savoir pour chacune d'elles. Les exobiologistes Mat Coward dans The Second Question (2001), Gerrit L. Verschuur dans We Are Alone ! (1975) et Michael H. Hart dans son article Atmospheric Evolution and an Analysis of the Drake Equation (1981) examinent eux aussi plus en détail le paradoxe.
Le concept de « grand filtre », introduit en 1996 par l'économiste nord-américain Robin Hanson, désignant un phénomène hypothétique qui bloquerait la plupart des évolutions à un niveau ou à un autre, est parfois aussi évoqué. Au cas où un tel filtre existerait, la question est de savoir s'il est aujourd'hui derrière nous ou devant nous. Une étude des chercheurs Aditya Chopra et Charles Lineweaver, publiée en janvier 2016 dans la revue Astrobiology, reprend cette hypothèse et estime que sur la plupart des planètes, dont l'habitabilité ne peut pas, selon eux, être maintenue plus de 1 ou 1,5 milliard d'années, le changement des conditions physiques « conspire à éliminer la vie naissante avant qu'elle ait une chance d'évoluer suffisamment pour réguler les cycles globaux ».

### Le paradoxe avant Fermi

#### Évolution de la question de la vie extraterrestre
Carl Sagan dresse un panorama des auteurs ayant pensé la possibilité d'une vie extraterrestre dans Cosmic Connection (1975) : Lucien de Samosate, Cyrano de Bergerac, Fontenelle, Swedenborg, Kant ou encore l'astronome Kepler ont imaginé que les planètes étaient habitées (c'est la question de la « pluralité des mondes »). Au Ier siècle av. J.-C., Lucrèce, dans De rerum natura (v. -75/-76), mentionne la possible existence d'extraterrestres : « Si la même force, la même nature subsistent pour pouvoir rassembler en tous lieux ces éléments dans le même ordre qu'ils ont été rassemblés sur notre monde, il te faut avouer qu'il y a dans d'autres régions de l'espace d'autres terres que la nôtre, et des races d'hommes différentes, et d'autres espèces primitives ». En 1584, dans Le Banquet des cendres, Giordano Bruno fait également mention de la possibilité d'habitants d'autres mondes : « […] ces mondes sont autant d'animaux dotés d'intelligence ; qu'ils abritent une foule innombrable d'individus simples et composés, dotés d'une vie végétative ou d'entendement, tout comme ceux que nous voyons vivre et se développer sur le dos de notre propre monde ». Par la suite, les observations de Mars et de ses canaux, par Giovanni Schiaparelli puis Percival Lowell, marquent le début d'un enthousiasme populaire pour la vie extraterrestre. Or, après la fin de la Seconde Guerre mondiale, les moyens techniques étant suffisamment performants, la recherche d'intelligences extraterrestres devient un problème scientifique qui donne naissance, dans les années 1970, à l'exobiologie. Sagan explique que la vie extraterrestre est alors « une notion dont le temps est venu ».

#### Les quatre découvertes du paradoxe de Fermi
Selon Stephen Webb, le paradoxe de Fermi a été découvert quatre fois : par Tsiolkovski, Fermi, Viewing et Hart. Mais d'autres auteurs ont également posé la question : « Où sont-ils ? » Charles Fort évoque dès 1919 dans le Livre des damnés « un grand mystère » : « pourquoi ne sont-ils pas ici ? ». Selon lui, l'humanité serait leur propriété. La Terre aurait été auparavant une planète sans hommes, théâtre de conflits entre civilisations extraterrestres. Un accord aurait fait de la Terre une zone neutre, actuelle possession d'une puissance galactique. Isaac Asimov, à la suite de l'article de Sagan, le mentionne dans son essai Our Lonely Planet de novembre 1958 publié dans Astounding.
Comme le note Michael Michaud, le Russe Constantin Tsiolkovski, père et théoricien de l'astronautique moderne, a posé avant Fermi la question de la présence des extraterrestres, et de l'absence de preuves de leur existence. Il suggère en 1934, dans son essai Il y a également des planètes autour d'autres étoiles, que des civilisations extraterrestres certainement plus sages et plus anciennes que la nôtre existent certainement, mais refusent d'interférer avec notre histoire pour ne pas nous pousser à la destruction. Une rencontre pourrait alors avoir lieu lorsque l'humanité sera plus avancée technologiquement et spirituellement. L'astronome John A. Ball, dans The Zoo Hypothesis (1973), reprenant la thèse de Tsiolkovski, émet l'hypothèse que la Terre puisse être une sorte de réserve naturelle protégée par des puissances extraterrestres se refusant à y pénétrer.
Fermi a ensuite formulé son paradoxe, même si sa déclaration n'a jamais été écrite. Puis en 1975, l'ingénieur anglais David Viewing a explicitement formulé le dilemme : « Ceci est, donc, le paradoxe : toute notre logique, tout notre anti-isocentrisme, nous assure que nous ne sommes pas uniques — qu'ils doivent être là. Et pourtant, nous ne les voyons pas. » Selon Webb, Il est le premier à se référer au paradoxe de Fermi. La même année, Michael Hart publie un article, dans lequel il étudie quatre catégories de solutions possibles au paradoxe de Fermi (voir supra), et en conclut que l'humanité est la seule civilisation intelligente de la galaxie.

## Paradoxe ou problème?

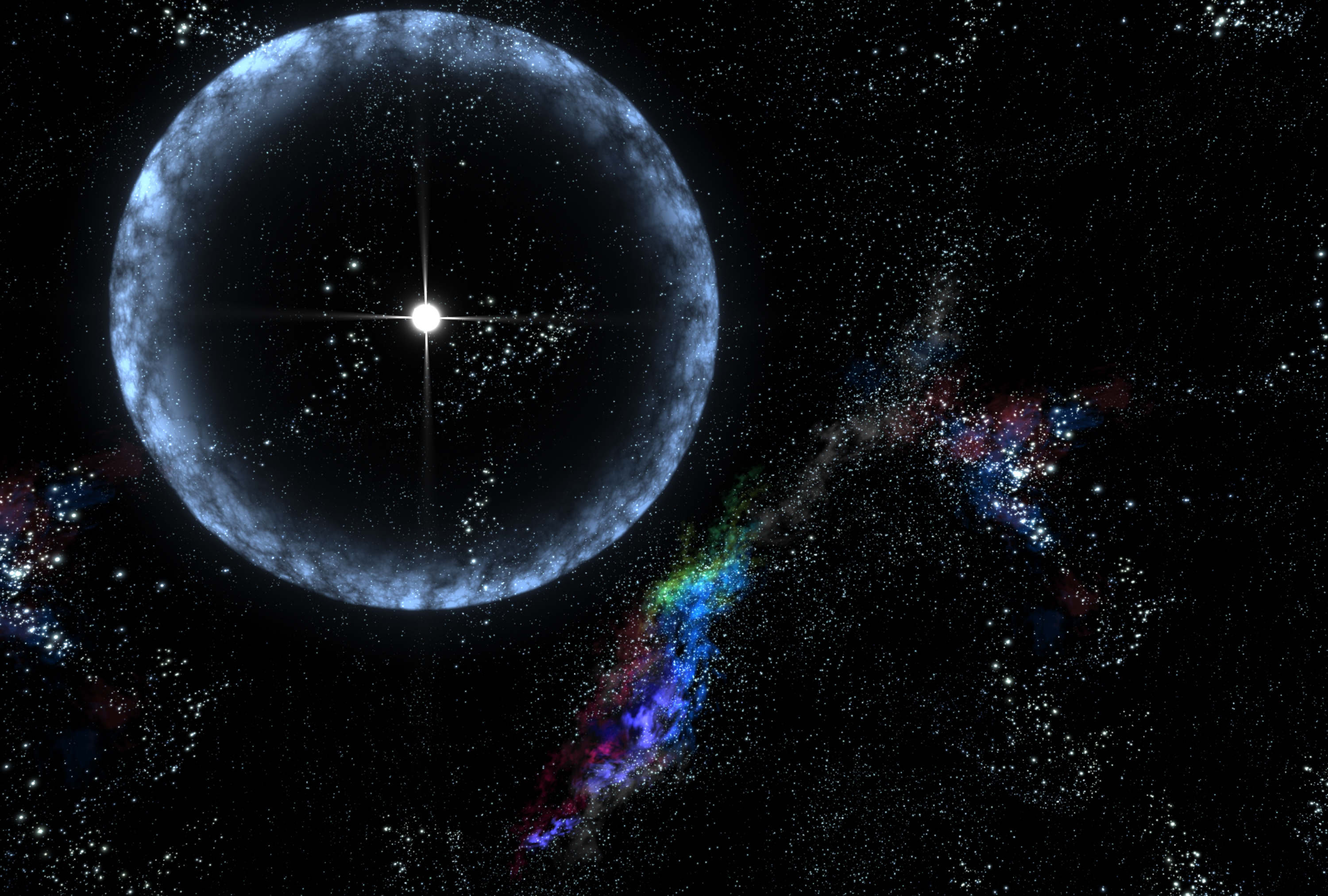
Le Système solaire est-il unique dans l'univers ?

### Un paradoxe véritable
Le paradoxe formulé en 1950 par Fermi peut être résumé par la formule, souvent citée dans la littérature spécialisée : « Where is everybody? ». Toutefois, il ne s'agirait pas d'un véritable paradoxe. Selon John Mauldin, « L'une ou l'autre des prémisses du dilemme de Fermi est en jeu », sous-entendu : elle est à revoir. Le sociologue et diplomate américain Michael Michaud rappelle que le paradoxe dépend des observations réalisées : une seule détection d'une civilisation extraterrestre et il s'effondre. Selon Stephen Webb, ce dont on a besoin pour expliquer le paradoxe de Fermi est un mécanisme susceptible d'affecter la vie sur chaque planète de la galaxie, sans exception. S'il existe un tel mécanisme capable de stériliser toute une planète, et même si sa fréquence est invariable mais de l'ordre de quelques centaines de millions d'années, alors le paradoxe est résolu.
Pour Pierre Lagrange, la véritable interrogation au cœur du paradoxe devrait être : « Pourrions-nous seulement espérer communiquer avec une civilisation qui serait « en avance » sur la nôtre de quelques millions d'années ? ». Elle serait « la seule [des hypothèses] qui prenne au sérieux le paradoxe de Fermi », conduisant ainsi à atteindre « une sorte de limite où le beau programme enclenché par Copernic tourne au cauchemar métaphysique ». Pour Milan Ćirković, le paradoxe de Fermi se présente comme le paradoxe d'Olbers, dans le sens où ce dernier peut être résolu par une explication simple (la lumière n'a pas le temps d'établir un équilibre thermodynamique avec l'espace interstellaire glacé). Il suggère que le paradoxe de Fermi puisse être, de même, résolu de manière simple, en principe par l'âge fini de la population stellaire (et par l'hypothétique nombre des civilisations extraterrestres induit par ce fait), et qui correspondrait à la classe des hypothèses dite de la « Terre rare ».

### Un problème à préciser

Le paradoxe de Fermi appartient-il aux paradoxes conventionnels ?

D'après certains auteurs, il s'agirait davantage d'un problème plutôt que d'un paradoxe. Selon les astronomes russes Igor Bezsudnov et Andrei Snarskii, le problème se fonde sur le principe que toutes les civilisations se développent suivant une logique et une constante identique, principe qui a été déduit du développement de l'humanité sur Terre. Le paradoxe s'apparente donc à un syllogisme. Iván Almár et Jill Tarter pointent la faiblesse logique de la première prémisse : le paradoxe pose que les extraterrestres ne sont pas visibles, or l'humanité ne dispose d'aucun moyen de l'affirmer réellement. Des extraterrestres pourraient être présents dans le Système solaire sans qu'aucun moyen technique actuel permette de les détecter. De même, le coordinateur du projet SETI Thomas McDonough rappelle qu'avant la découverte du microscope par Antoni van Leeuwenhoek, l'humanité, qui n'en a pas déduit une formulation paradoxale pour autant, ne soupçonnait pas l'existence d'une vie invisible à l'œil nu.
Stephen Webb conclut qu'il n'existe pas de paradoxe de Fermi tant que les moyens d'investigation ne se sont pas d'abord orientés vers la recherche d'une présence extraterrestre dans le Système solaire. Les astronomes russes Lev M. Gindilis et Georgij M. Rudnitskii concluent eux aussi que le paradoxe est caduc et qu'il est davantage un outil « astrosociologique » (« astrosociological ») destiné à stimuler des débats et des recherches. Ils rebaptisent le paradoxe de Fermi l'« astrosociological paradox » (ASP). Selon l'ingénieur Krafft Ehricke, le problème concerne avant tout des données scientifiques, et la question de Fermi devrait être reformulée ainsi : « Où sont les étoiles tardives de type F et où sont les étoiles précoces de type G ? ».
Selon Pierre Lagrange, le problème du paradoxe de Fermi, « c'est que les solutions imaginées partent du principe que si des extraterrestres étaient proches nous devrions automatiquement les voir. Cela revient à prendre au sérieux comme modèles de contact les scénarios des séries B des années 1950 comme Le Jour où la Terre s'arrêta (The Day the Earth Stood Still) et à oublier deux très bonnes raisons de penser autrement. La première concerne la difficulté à « voir » les faits en science, la seconde notre capacité à comprendre une forme d'intelligence profondément étrangère à la nôtre. » Or, cet « argument de visibilité immédiate d'éventuels extraterrestres proches » est biaisé puisqu'il « revient à réduire la question de la recherche d'une manifestation dotée d'intelligence à l'observation d'un phénomène prévisible ». Selon Lagrange, les comportements intelligents sont difficilement prévisibles, comme l'a montré l'histoire de l'anthropologie ou celle des sciences. Pour Stephen Webb, une méthode inspirée de celle du crible d'Ératosthène combinée au rasoir d'Ockham permettrait de résoudre le paradoxe. Il s'agit d'évaluer la probabilité de chaque solution retenue (huit selon Webb). Le résultat aboutit à annoncer que l'humanité est vraisemblablement seule dans la galaxie, et certainement au sein de l'amas galactique local.

### Négation du paradoxe
Robert A. Freitas, du Xenology Research Institute, considère que le paradoxe n'en est pas un et parle de « l'invalidité formelle du paradoxe de Fermi, qui ne peut pas être exprimé dans une forme syllogistique paraissant acceptable ». Si A équivaut à l'existence des extraterrestres, B à leur présence aux alentours de la Terre, et C au fait qu'ils soient visibles, la formulation est : « Si A, alors probablement B ; si B, alors probablement C ; or C n'est pas, donc B et A ne sont pas non plus ». Cette formulation est sémantiquement et syntaxiquement invalide car « probablement » est un opérateur logique imparfait et non mesurable par le calcul. Selon Freitas, il faudrait reformuler ainsi : « Si A, alors probablement B ; si probablement B, alors probablement C ; or probablement C n'est pas, donc probablement B n'est pas, en conséquence A n'est pas ». La formulation est alors sémantiquement valide si et seulement s'il est possible d'affirmer que « probablement C n'est pas » est vraie. Mais la valeur de « probablement C n'est pas » est indéterminée par l'expérience, donc cette seconde formulation est sémantiquement invalide. Il en découle que le paradoxe de Fermi n'a aucune valeur probante formelle. Selon Freitas, le paradoxe de Fermi n'en a que le nom ; il en caricature la logique en inventant le « paradoxe du lemming » : si la Terre était vide de toutes espèces sauf celle des lemmings, alors les lemmings devraient être partout. Cependant, la Terre est remplie d'autres espèces qui lui font concurrence et limitent leur développement. Si donc on n'observe pas de lemmings, c'est que la Terre abrite une abondance d'espèces qui luttent pour le contrôle des ressources.

### Effet miroir

La plaque de la sonde Pioneer 10.

L'histoire de l'humanité forme le modèle de toutes les solutions au paradoxe de Fermi. En effet, les hypothèses et scénarios envisagés font preuve d'anthropomorphisme. Michael Michaud montre que les extraterrestres sont représentés comme des humanoïdes, possédant une anatomie et une physionomie semblable à celle de l'homme, ainsi qu'une intelligence proche. Selon lui, pourtant, la probabilité de rencontrer des extraterrestres à forme humanoïde est très faible. De même, les intentions qui leur sont attribuées (bienveillantes ou malveillantes) caractérisent un « effet miroir systématique » (« systematic mirror image »). Les principes de non-ingérence et d'isolationnisme retenus dans certains scénarios dévoilent un mécanisme par lequel l'humanité projette ses propres mythes. Les scénarios sont par conséquent conditionnés par des représentations humaines. Comme le montre le sociologue Pierre Lagrange, la genèse du programme SETI, dans les années 1960 (à la suite de l'article fondateur de Cocconi et Morrison), reproduit l'idée que : « l'histoire des civilisations se place sur une échelle graduée allant des civilisations moins évoluées à la nôtre, comme si toute civilisation en marche aboutissait forcément à (ou passait par) la nôtre. C'est faire peu de cas de la notion de diversité culturelle et de celle d'innovation ».
D'autres hypothèses utilisent les données scientifiques concernant l'humanité comme axiomes. Michael D. Papagiannis pointe le fait que les sociétés humaines se répartissent en deux groupes : celles qui explorent et celles qui au contraire n'ont aucune ambition d'expansion spatiale. Selon lui, il pourrait en être de même en ce qui concerne les civilisations extraterrestres, l'hypothèse du second groupe étant peu envisagée parmi les solutions du paradoxe de Fermi. Michael Huang estime que pour chaque solution envisagée au paradoxe de Fermi, les auteurs imaginent simultanément l'évolution similaire de l'humanité. L'analogie avec l'homme (en anglais : human analogy) est postulée par les auteurs à la base de leur réflexion sur les principes du développement biologique et civilisationnel. À partir de cet argument, Peter Schenkel a montré que l'hypothèse d'une auto-extinction est peu plausible.

## Évolution

### Développement du paradoxe

#### Croisement avec l'équation de Drake
{\displaystyle N=R^{*}~\times ~f_{p}~\times ~n_{e}~\times ~f_{l}~\times ~f_{i}~\times ~f_{c}~\times ~L}
où :
- L est la durée de vie moyenne d'une civilisation, en années.

L'équation théorisée par l'astronome Frank Drake en 1961 est systématiquement associée, dans la littérature spécialisée, au paradoxe de Fermi. Stephen Webb considère que ce paradoxe, conjugué à l'équation de Drake, permet de conclure que la civilisation humaine est très probablement la seule dans la galaxie. Il note toutefois que cette conclusion découle des faibles valeurs affectées à certaines variables de l'équation. Selon Igor Bezsudnov et Andrei Snarskii, l'équation de Drake produit non des probabilités, mais bien plutôt des « improbabilités » (« improbabilities »). Ces auteurs considèrent que, si elle contient de nombreux facteurs, elle en oublie d'autres qui restent à établir plus finement. Le BS-model (voir infra) qu'ils proposent en 2010 est censé ajouter des facteurs initialement ignorés par Drake.

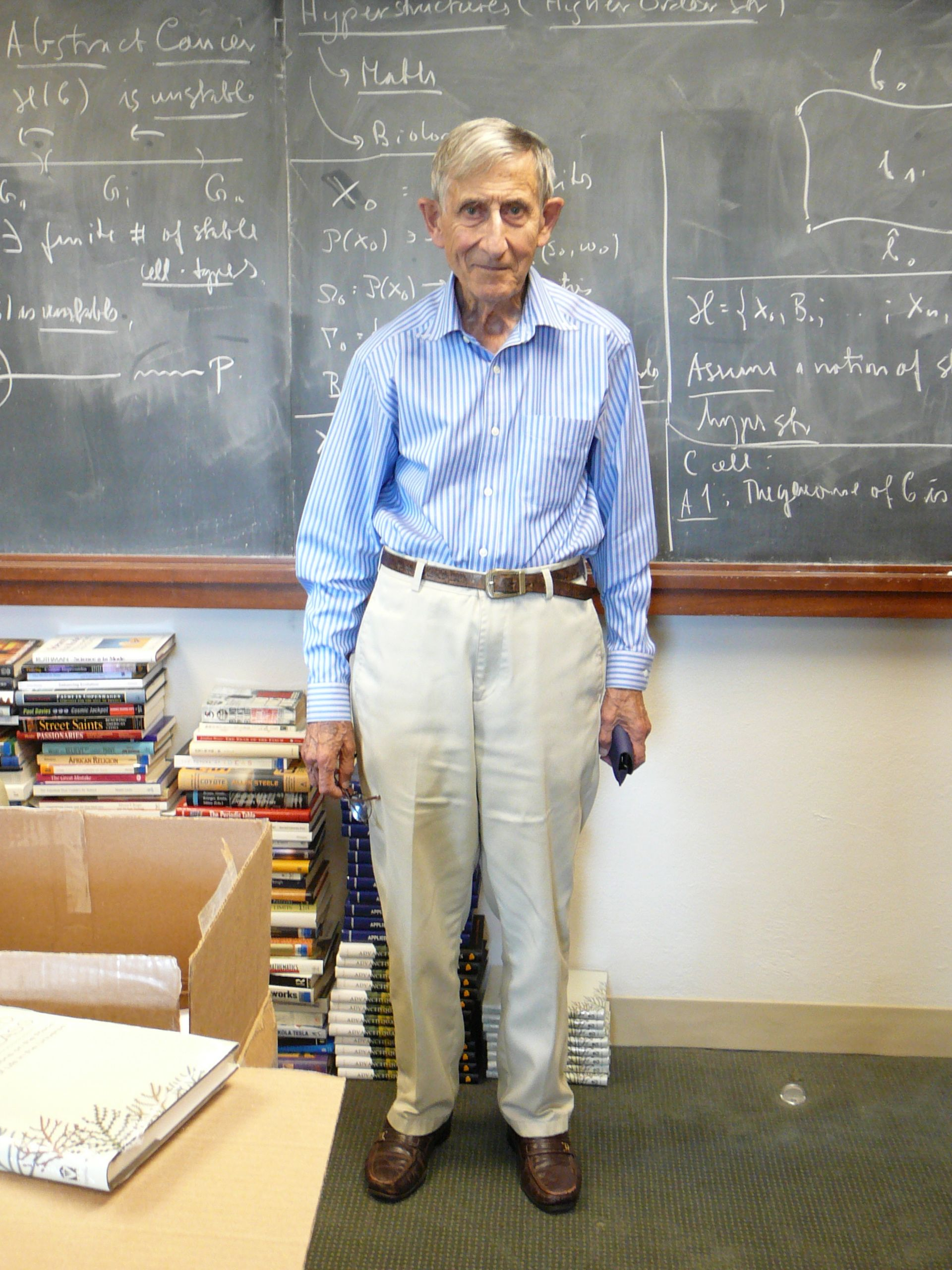
Le physicien et mathématicien Freeman Dyson en 2007.

Beaucoup d'articles scientifiques ont précisé le calcul initié par Drake, et ce avant l'étude de Bezsudnov et Snarskii. Freeman Dyson, le premier (dans Interstellar Transport, 1968), a par exemple ajouté un facteur estimant le coût et le temps nécessaires à un voyage spatial (qu'il évalue à 200 années pour franchir quatre années-lumière). David Brin précise le facteur évaluant le nombre de sites où la vie extraterrestre peut spontanément apparaître. Martyn J. Fogg considère qu'une civilisation apparue précocement dans l'histoire de l'univers aurait déjà accompli son expansion dans la Galaxie avant l'émergence, sur Terre, de la vie dans les océans ; il précise donc le facteur fl. Richard K. Obousy et Gerald Cleaver (The Fermi Paradox, Galactic Mass Extinctions and the Drake Equation, 2007) ajoutent un facteur à l'équation de Drake : si l'on considère que la colonisation nécessite un développement continu de 106 années, alors la probabilité est élevée que survienne dans un tel laps de temps un événement cosmique destructeur, comme un sursaut gamma ou une hypernova. Un tel événement survient en effet, statistiquement, tous les 200 millions d'années. Selon ces auteurs, toutes les civilisations sont condamnées à être anéanties par de telles catastrophes cosmiques, avant qu'elles aient l'opportunité d'essaimer.

#### Apport statistique: ledata enrichment principle
L'équation de Drake, croisée avec les hypothèses du paradoxe de Fermi, a fait l'objet de modifications statistiques afin d'en affiner la précision. Claudio Maccone a cherché à faire de l'équation de Drake un puissant outil statistique pour l'étude des solutions possibles au paradoxe de Fermi. Il note d'abord que l'équation oublie de nombreuses variables (comme la probabilité qu'une planète viable soit heurtée par un géocroiseur). Il suggère donc d'augmenter le nombre de variables afin d'affiner le calcul, opération qu'il nomme le data enrichment principle. Recalculant l'équation, il aboutit à un nombre d'environ 4 590 civilisations potentielles dans la Galaxie (contre 3 500 calculées par Drake). Cet outil lui permet également d'estimer la distance moyenne entre la Terre et une civilisation extraterrestre, qui est selon ses calculs comprise entre 1 309 et 3 979 années-lumière.
Maccone croise ensuite son outil avec l'équation de Stephen H. Dole (1964), qui permet de calculer le nombre probable de planètes habitables par des humains dans la Galaxie, estimée par ce dernier à environ 35 millions. Maccone aboutit plutôt à 300 millions de planètes habitables. Son outil lui permet enfin d'estimer le temps nécessaire à l'humanité pour coloniser la Galaxie. S'appuyant sur le modèle corallien de colonisation galactique élaboré par Jeffrey O. Bennett et G. Seth Shostak en 2007, il estime qu'il faut deux millions d'années pour que l'humanité se répande dans la Galaxie, dans l'hypothèse d'un voyage s'effectuant à 1 % de la vitesse de la lumière et compte tenu d'un temps d'appropriation de chaque planète viable estimé à 1 000 ans (en faisant l'hypothèse que les planètes habitables sont situées à une distance moyenne de 84 années-lumière). Étant donné la longévité de l'univers, Maccone conclut que le paradoxe de Fermi est résolu par son modèle statistique.

#### Apport écologiste: la solution durable

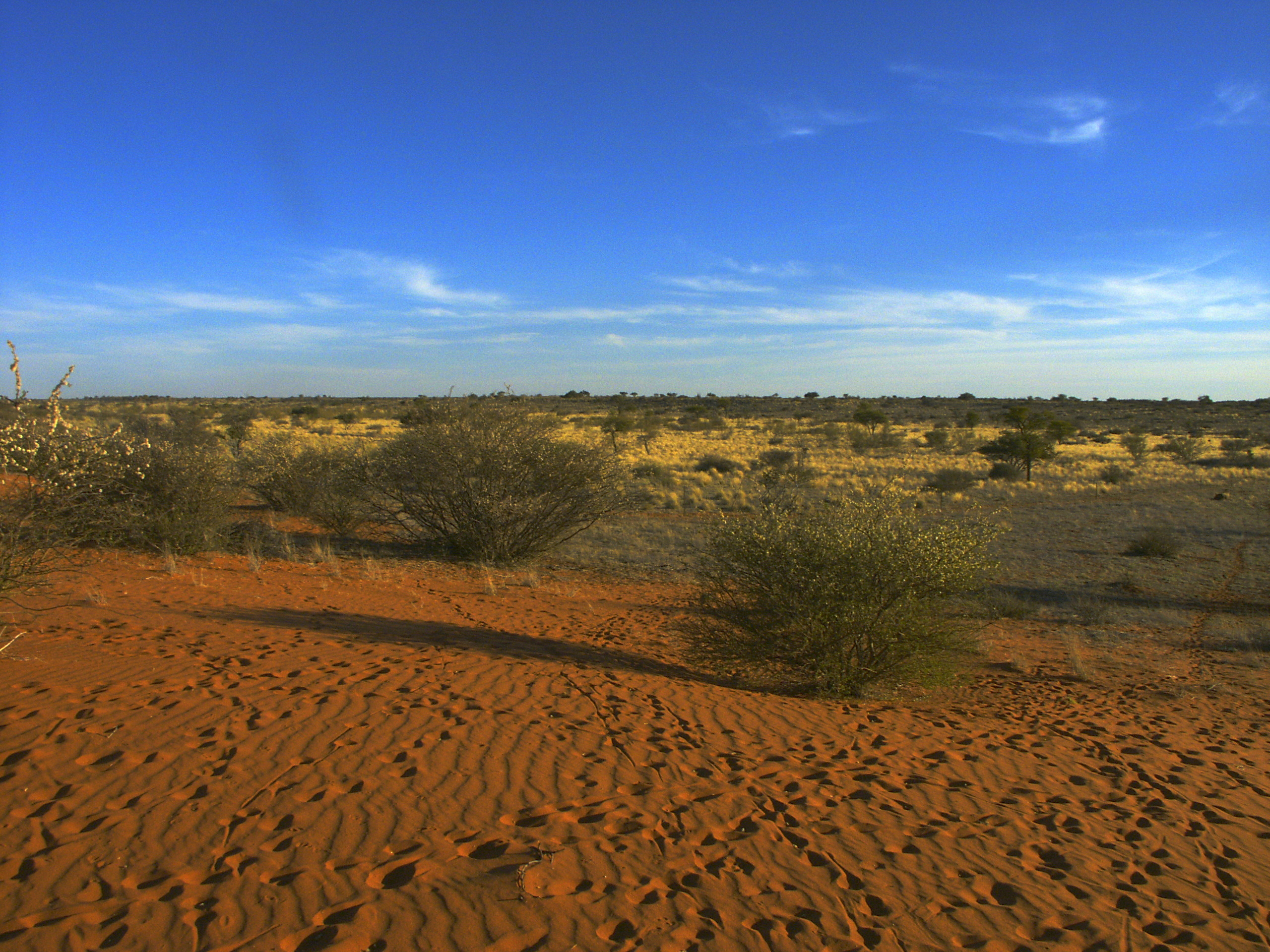
Comme sur Terre, il peut exister dans l'espace des régions dissimulées à l'observation.

L'astrobiologiste Jacob D. Haqq-Misra et le géographe Seth D. Baum montrent que le paradoxe de Fermi est fondé sur l'observation de l'expansion humaine, or il existe des cultures non expansives (comme les Kung San du désert du Kalahari). Selon eux, la solution durable peut s'appliquer au paradoxe de Fermi, suivant l'idée que l'absence d'observations extraterrestres peut s'expliquer par la possibilité que la croissance exponentielle d'une civilisation ne soit pas un modèle de développement durable (sustainable). L'exploration de l'espace est en effet liée à la croissance de la population, à son impact environnemental et à l'appauvrissement des ressources. La croissance non durable n'entraîne pas forcément la disparition d'une espèce. Jacob D. Haqq-Misra et Seth D. Baum rappellent que l'histoire de l'Île de Pâques illustre, en effet, que la destruction de l'environnement peut mettre un coup de frein au développement d'une culture, mais sans la faire disparaître (c'est le syndrome de l'île de Pâques). Ils reprennent le postulat de Sagan : étant donné la longévité de l'univers, il doit exister des civilisations extraterrestres ayant essaimé dans l'espace. Or, leur croissance non durable en a certainement limité l'expansion, ce qui explique qu'il n'y ait aucune trace d'elles. Les mondes extraterrestres se limiteraient donc à des régions isolées demeurant dissimulées (ils nomment cette solution l'« hypothèse de la persistance », persistence hypothesis), de la même manière que sur Terre il existerait encore des zones non explorées où des tribus pourraient vivre. Ils en concluent que les civilisations extraterrestres exponentiellement expansives ne peuvent exister.

#### Apport évolutionniste
La théorie de l'évolution a été utilisée pour préciser ou tester le paradoxe de Fermi et ses divers scénarios. Selon Adrian Kent, si l'on postule qu'une civilisation extraterrestre est capable de voyager sur des échelles interstellaires, et qu'elle a évolué dans de nombreux endroits, alors la sélection évolutive accélère son extinction. Kent pense de plus que de telles civilisations intelligentes refuseraient délibérément le contact, soit pour conserver la possibilité d'obtenir des ressources, soit par peur d'une guerre. Milan M. Ćirković rappelle qu'entre l'évolution de la vie sur Terre et celle potentiellement apparue sur d'autres mondes dans la galaxie, il y a certainement un laps de temps très élevé, de l'ordre de milliards d'années. S'appuyant sur le scénario du roman Permanence de l'écrivain de science-fiction Karl Schroeder, et considérant que la seule solution au paradoxe de Fermi est celle qui propose un juste milieu entre les effets catastrophistes et ceux gradualistes de l'évolution, menant à une sorte d'équilibre ponctué à l'échelle galactique, Ćirković suggère que l'adaptationnisme ne conduit pas forcément à l'intelligence évoluée,.
Selon Conway Morris (Life's Solution, 2004), l'évolution est convergente (hypothèse développementaliste) : aussi bien sur chaque planète que dans la galaxie entière. Au bout de plusieurs milliards d'années, des formes de vie intelligente devraient apparaître. L'évolution dans l'univers se comporte comme les gènes d'un organisme : l'évolution les pousse à s'adapter toujours davantage à l'environnement. Morris refuse cependant les théories de Darwin et de Gould, et son hypothèse vise à démontrer qu'il existe un plan cosmique aux résonances religieuses.

#### Apport de la simulation

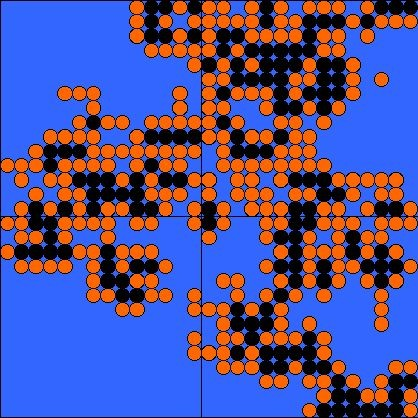
Un modèle de colonisation de la Galaxie selon la théorie de la percolation.

Les astronomes russes Igor Bezsudnov et Andrei Snarskii proposent de résoudre le paradoxe de Fermi en utilisant la technologie des automates cellulaires. Leur simulation, nommée bonus stimulated model (BS-model), conjugue la probabilité qu'une civilisation apparaisse, son temps de vie spécifique, et le surcroît de longévité qu'elle peut espérer obtenir en entrant en contact avec d'autres civilisations (le « bonus temporel »). Le contact avec des civilisations en développement accroît en effet la durée de vie de chacune d'un bonus temporel noté « Tb ». L'effet est cumulatif et proportionnel au nombre de civilisations en contact les unes avec les autres, et ce à chaque itération (à chaque contact, la civilisation change sa taille avec une nouvelle couche de cellules à chacun de ses côtés). Plusieurs scénarios apparaissent selon les valeurs attribuées à chaque facteur : un état « de division » (split), un état « civilisé » (civilized) et un état dit « de transition ». Le modèle démontre que plus l'univers a un temps d'existence long, plus la probabilité de voir des civilisations s'agréger est forte. Pour répondre au paradoxe de Fermi, ces deux auteurs expliquent qu'il est nécessaire d'attendre encore, jusqu'à ce que l'univers ait atteint son état d'équilibre (état de transition) et que, par conséquent, l'espoir de rencontrer une ou plusieurs autres civilisations soit de plus en plus certain — le facteur décisif étant la distance moyenne entre les civilisations. Enfin, la longévité des civilisations extraterrestres augmentée grâce au bonus temporel devient si importante qu'on peut envisager la possibilité d'une civilisation couvrant pratiquement tout l'univers.
Geoffrey Landis, dans un article de 1998, a recours à la théorie de la percolation pour expliquer la colonisation possible de l'espace, et apporter une solution possible au paradoxe de Fermi. Dans son modèle, la règle de percolation énonce qu'une culture peut avoir un facteur de colonisation ou pas. Une civilisation qui possède un facteur de colonisation va établir des colonies sur toutes les étoiles à portée de main. Si elle n'a pas d'étoiles dans son rayon d'émancipation, cette civilisation ne peut se disperser dans l'espace et subit alors un effondrement ou une rétrogradation. Ainsi, toute colonie donnée a une probabilité « P » de développer par la suite une civilisation colonisatrice, et une probabilité « 1–P » de développer une civilisation non colonisatrice. Pour Landis, si le modèle est pertinent, il reste cependant à préciser quantité de variables.

### Développements scientifiques récents
Selon Milan M. Ćirković, plusieurs découvertes scientifiques et avancées dans la connaissance de l'univers ont permis de préciser certains points du paradoxe de Fermi. La détection d'exoplanètes, depuis 1995, a conduit à repenser la notion d'habitabilité et a confirmé que la formation de systèmes stellaires est un phénomène courant, voire banal. La connaissance de la composition chimique et de la dynamique de la galaxie, et en particulier de sa zone d'habitabilité, laissent à penser qu'il existe de nombreuses planètes viables plus anciennes que la Terre. La confirmation que la vie est apparue rapidement sur la Terre, la découverte d'espèces extrémophiles et l'amélioration du processus de la biogénèse, tendent à montrer que le règne du vivant est plus diversifié et plus répandu dans la galaxie que prévu. L'évolution technologique humaine (la loi de Moore en particulier), poursuivie à un rythme soutenu depuis plusieurs décennies, laisse supposer que toute civilisation suit une progression similaire. Milan M. Ćirković considère cependant que ces découvertes et avancées ont compliqué le paradoxe de Fermi, qui se présente dorénavant comme un « puzzle ».

## Hypothèses majeures

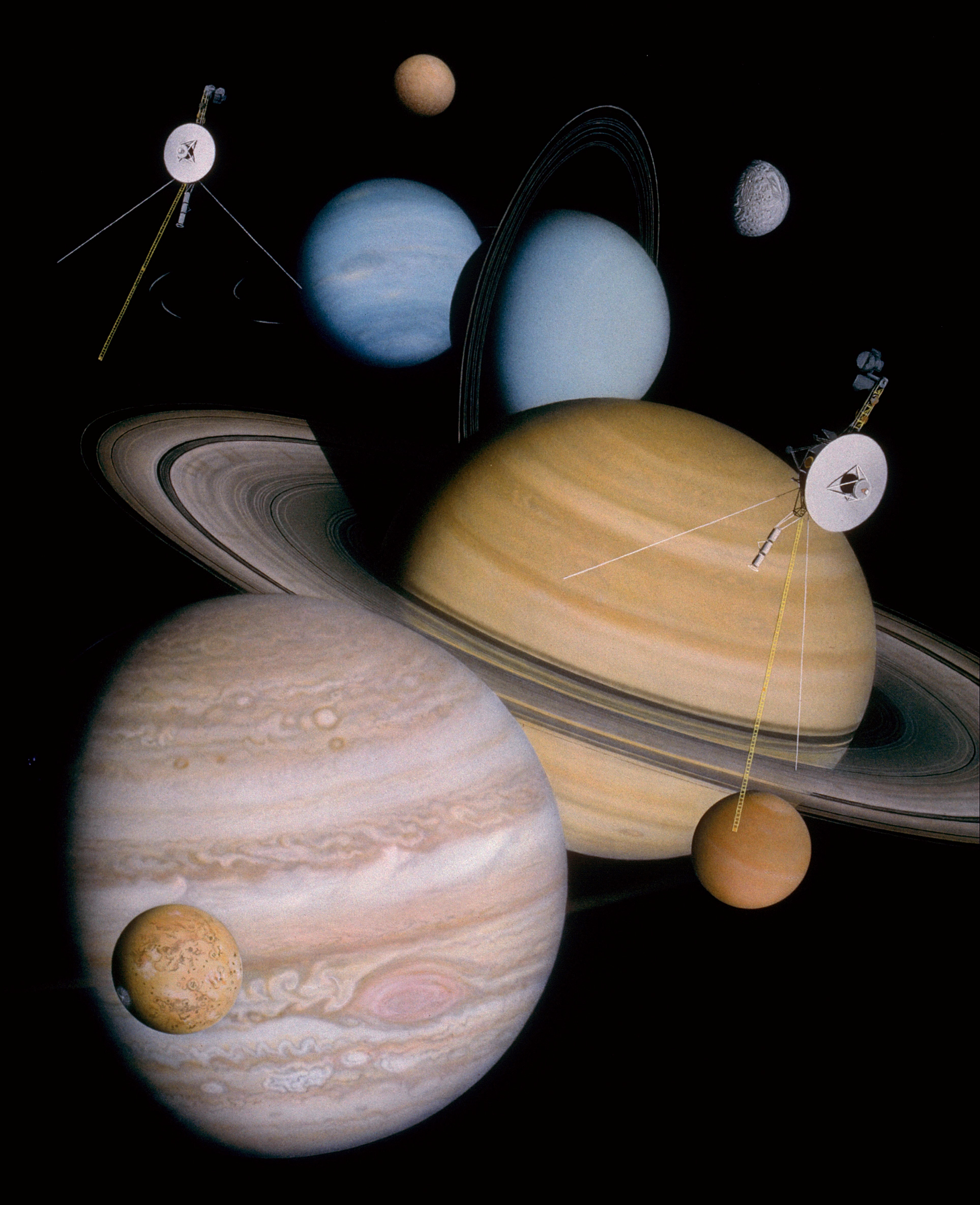
L'exploration du Système solaire au moyen de sondes n'a pas permis à ce jour de découvrir des traces de vie.

### Classements
Plusieurs hypothèses de résolution du paradoxe de Fermi existent. Comme le rappelle Geoffrey Landis, les solutions vont de la plus pessimiste (paraphrasable par la réponse : « il n'existe pas de civilisations extraterrestres ») à la plus optimiste, dont celle formulée par Carl Sagan dès 1962 et selon laquelle les extraterrestres sont déjà dans le Système solaire. Ces hypothèses favorables à la vie extraterrestre fournissent elles-mêmes quantité d'explications, notamment : disparition pour raison de déclin technologique (technological collapse) par épuisement des ressources, choix de ne pas coloniser l'espace, choix de ne pas entrer en contact avec l'humanité. Le facteur principal demeure le temps : le paradoxe de Fermi a en effet plus de chances d'être résolu si l'espérance de vie d'une civilisation moyenne est longue. Selon la formule de Freeman Dyson, « les distances interstellaires ne sont pas une barrière pour des espèces qui disposent de millions d'années d'évolution ».
Selon Seth D. Baum, Jacob D. Haqq-Misra et Shawn D. Domagal-Goldman, on peut aussi classer les solutions possibles du paradoxe en préjugeant du comportement que les civilisations extraterrestres peuvent adopter envers l'humanité. Il y aurait trois comportements possibles : pacifique, neutre ou belliqueux. David Brin recense 24 solutions dans son article de 1985. En 1986, il affine son classement en s'appuyant sur chaque facteur de l'équation de Drake pour répertorier les solutions possibles[réf. à confirmer] tandis que Milan M. Ćirković distingue trois catégories de solutions : les hypothèses de la Terre rare, les hypothèses catastrophistes et les hypothèses solipsistes. Stephen Webb dresse la liste de 50 solutions possibles dans son ouvrage Where Is Everybody ? (2002), classées en trois catégories pratiques :
1. « Ils sont là » (« They are here ») ;
2. « Ils existent mais n'ont pas encore communiqué » (« They exist but have not yet communicated ») ;
3. « Ils n'existent pas » (« They do not exist »).

Il note que la première catégorie est la plus débattue et la plus populaire.

### Hypothèse 1: les civilisations extraterrestres n'existent pas
Stephen Webb recense dix-neuf explications à cette réponse possible au paradoxe de Fermi. Il avance que les recherches de signaux extraterrestres des années 1960 à 2010, aussi bien celles pointant l'espace profond que celles écoutant le Système solaire, n'ont rien détecté, et ce seul fait prouve que les autres mondes n'existent pas. Cette classe de solutions, composée de cinq groupes d'hypothèses, n'imagine pas que des cultures extraterrestres aient pu exister puis disparaître mais elle postule que la vie intelligente est apparue seulement sur Terre ; c'est l'« hypothèse de la Terre rare ».

#### La Terre est unique

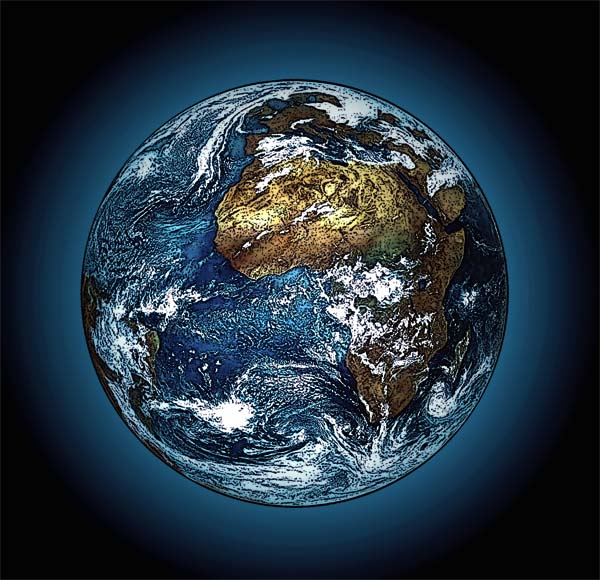
La Terre, planète unique dans l'univers ?

La civilisation sur Terre est peut-être le résultat d'une conjonction de phénomènes uniques ou très rares à l'échelle de la galaxie. Les systèmes planétaires seraient par exemple rares car rien ne prouve (parmi les observations) que les disques protoplanétaires sont répandus et qu'ils donnent naissance à des planètes habitables. L'humanité est peut-être la première civilisation apparue dans l'histoire de l'univers car son système planétaire est le premier à avoir forgé les éléments essentiels à la vie. Si les planètes telluriques sont rares, il est donc possible de résoudre le paradoxe de Fermi. Des questions scientifiques toujours en suspens comme la formation des chondres des astéroïdes posent un problème aux théories actuelles. Selon les astronomes Brian McBreen et Lorraine Hanlon, les rayons gamma participent à l'existence des chondres, or ces radiations ne concerneraient qu'une seule étoile pour 1 000. D'autre part, la Terre est peut-être la seule planète à avoir un tel taux de métal dans son sol. Une civilisation n'y ayant pas accès ne pourrait développer la technologie nécessaire pour communiquer et essaimer dans la galaxie.
Il est également possible que les zones d'habitabilité continuelles (continuously habitable zone, CHZ) au sein d'un système planétaire soient rares et/ou de courte durée de vie. John Hart a établi un modèle montrant que la CHZ du Système solaire s'étend sur une distance comprise entre 0,958 et 1,004 UAunité astronomique. Une telle valeur permettrait, en moyenne, de favoriser l'émergence de la vie sur un milliard d'années selon lui. D'autres scientifiques, comme James Kastings, ont revu ces chiffres ; ce dernier établit que la durée de vie de la CHZ de notre Système solaire peut être évaluée à 4-6 milliards d'années, et que son étendue est comprise entre 0,95 et 1,15 UA,. Par ailleurs, la zone habitable galactique (galactic habitable zone, GHZ), qui ne contient que 20 % des étoiles de la Voie lactée (galaxie comprenant de 200 à 400 milliards d'étoiles,,), est une autre condition essentielle limitant l'émergence de la vie. Enfin, la Lune explique peut-être le caractère unique de la Terre. En stabilisant son obliquité (angle d'inclinaison de l'axe de rotation par rapport au Soleil, de 23,5° actuellement), elle a favorisé l'apparition de la vie « évoluée » sur la planète bleue.

#### L'environnement de la Terre est unique
Depuis la découverte d'exoplanètes en 1995, il apparaît que des astres massifs comme Jupiter jouent un rôle important dans la formation de planètes plus petites susceptibles d'abriter la vie. Or, il est possible que les géantes gazeuses comme Jupiter soient rares dans la galaxie, paramètre qui réduirait, voire annulerait, la probabilité que la vie intelligente soit apparue ailleurs que sur Terre. Le rôle de la géante gazeuse serait double : d'une part, elle absorberait les géocroiseurs néfastes pour la Terre, servant ainsi de bouclier gravitationnel, et d'autre part, elle aurait permis de stimuler la vie microbienne aux débuts de l'émergence de la vie terrestre. Selon le physicien John G. Cramer, la présence de Jupiter au contact de la ceinture d'astéroïdes entraîne une mise en résonance de certains éléments la composant, lesquels ont ensuite une haute probabilité d'atteindre la Terre. Si les géocroiseurs peuvent provoquer des extinctions (comme celui qui a vraisemblablement provoqué l'extinction des dinosaures), ils ont aussi un rôle stimulant dans l'évolution des espèces. Selon Cramer, ce mécanisme entraîné par Jupiter s'apparente à une « pompe de l'évolution » (pump of evolution). Sa fréquence (20 à 30 millions d'années en moyenne) expliquerait les grandes extinctions, à la suite desquelles la biosphère, à chaque fois, s'est renouvelée et diversifiée.
Toutefois, le paradoxe de Fermi peut être résolu par le fait que la galaxie est un endroit dangereux : les objets néfastes pour la vie y sont nombreux et leurs effets sont importants. Les trous noirs, étoiles à neutrons ou encore blazars peuvent expliquer que des civilisations extraterrestres n'ont pu apparaître ailleurs dans la Voie lactée. Les supernovas sont une solution souvent citée dans la littérature scientifique, dans la mesure où une explosion d'étoile de type I ou II dans un rayon de 30 années-lumière détruit toute vie sur la surface d'une planète habitable. Toutefois, selon John Cramer, leur rôle n'est pas uniquement néfaste : les supernovas peuvent aussi jouer le rôle de « pompe de l'évolution ». Tous les modèles actuels montrent cependant que la fréquence moyenne des supernovas (toutes les 100 millions d'années, dans un rayon de 30 années-lumière) est une explication satisfaisante au « Grand silence ». Pour James Annis, les sursauts gamma étaient plus nombreux dans le passé de l'Univers ; de tels phénomènes auraient pu anéantir des civilisations alors en plein développement.

#### L'apparition de la vie est rare

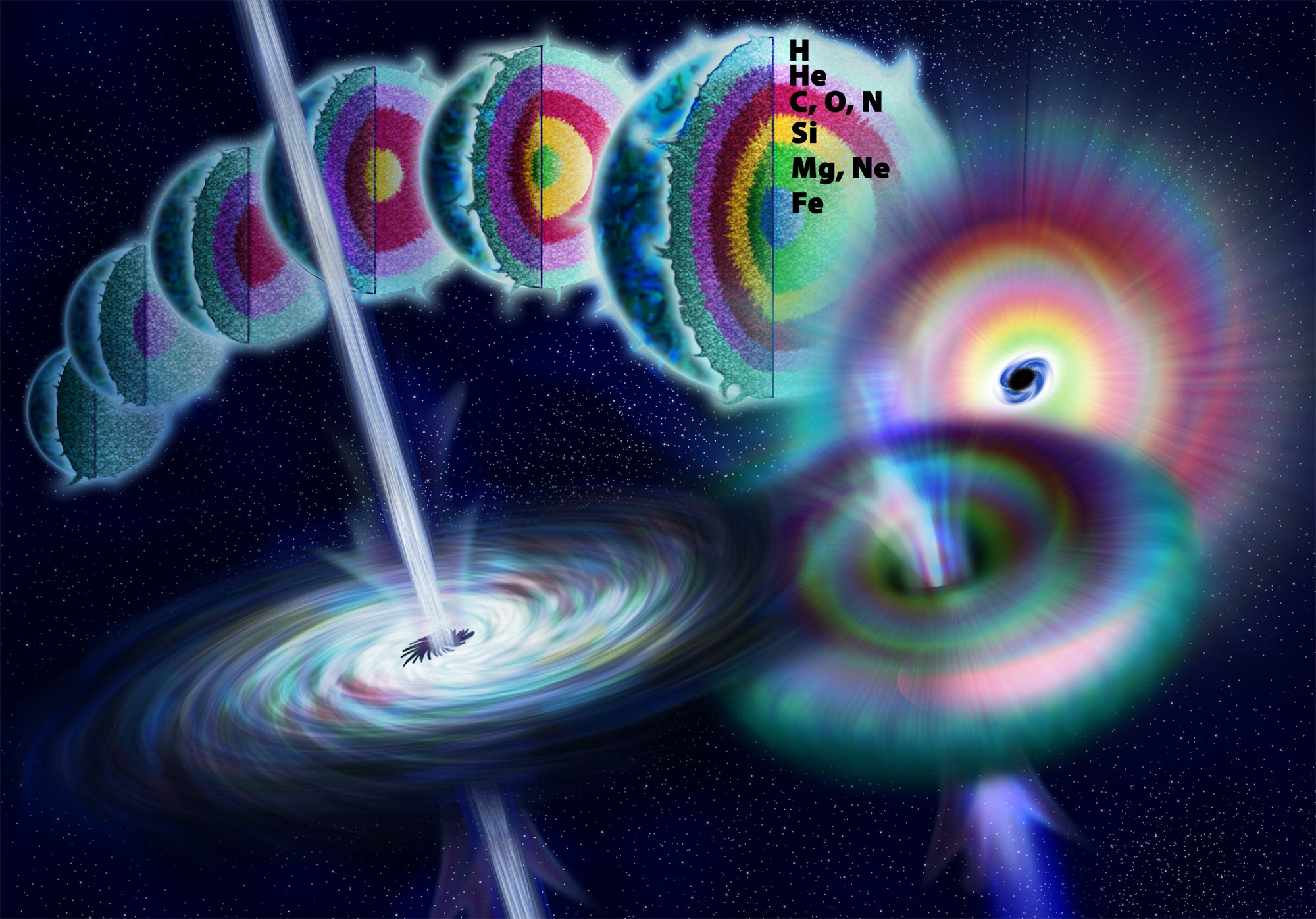
Les sursauts gamma provenant de l'espace profond jouent peut-être un rôle déterminant dans l'apparition de la vie (vision d'artiste).

Selon le biologiste de l'évolution Ernst Mayr, la vie doit suivre une dizaine d'étapes avant d'apparaître et de coloniser l'environnement. Mayr conclut que le nombre de facteurs (au nombre de huit), mais aussi le temps moyen nécessaire à l'apparition de la vie, est trop élevé pour penser que l'intelligence est un phénomène galactique répandu. Il est possible que la vie intelligente n'ait émergé que récemment, en particulier parce que son apparition est liée à la séquence principale de son étoile. Selon Mario Livio, l'étoile joue un rôle d'importance dans son émergence ; elle conditionne en effet le taux d'oxygène par la photodissociation de la vapeur d'eau ainsi que les niveaux d'oxygène et d'ozone dans l'atmosphère. Livio remarque que le temps nécessaire au développement de la couche d'ozone (qui permet à la vie de foisonner en la protégeant des rayons ultraviolets) est le même que celui nécessaire à l'apparition de la vie. Ce temps incompressible, ainsi que celui de la production cosmique de carbone, expliquent qu'il ne peut exister de civilisations plus anciennes que la nôtre. L'hypothèse de la « Terre boule de neige » (snowball Earth), qui soutient que la quasi-totalité de la surface de la Terre était recouverte de glace pendant la glaciation Varanger, développée par le géologue Paul F. Hoffman, laisse à penser que la vie a eu besoin de ces conditions extrêmes. En effet, l'explosion cambrienne et l'apparition des cellules eucaryotes suivent cette période. Il semble que la tectonique des plaques soit également un facteur facilitateur. En plus d'engendrer le champ magnétique terrestre, la tectonique promeut la biodiversité. Une planète n'ayant pas d'activité tectonique ne pourrait donc donner naissance à la vie.
Plusieurs autres hypothèses biologiques laissent à penser que la vie est un phénomène rare. Certaines hypothèses affirment que la genèse de l'ADN ne peut être un résultat du hasard. Cependant, la définition du vivant pose problème. La vie terrestre est un processus impliquant des cellules, qui possèdent un métabolisme, capables de reproduction, et enfin qui évoluent ; mais d'autres caractéristiques peuvent exister dans l'univers. Tant que la vie n'est pas mieux définie, et tant que « LUCA » (le dernier ancêtre commun universel) n'a pas été identifié, il n'est pas possible de déterminer si elle est un phénomène rare. Plus précisément, « s'il est prouvé que l'étape qui permet le passage de la chimie inorganique à l'ADN est un phénomène rare, alors nous résolvons le paradoxe de Fermi ». Le passage entre les procaryotes et les eucaryotes représente la question la plus cruciale du problème. Il manque surtout un tertium comparationis, une autre forme de vie n'appartenant pas à la biosphère terrestre. C'est pourquoi l'exploration du Système solaire à la recherche de traces biologiques est si importante : découvrir d'autres formes de vie, même microbiennes, permettrait de clore le débat.

#### Le principe anthropique

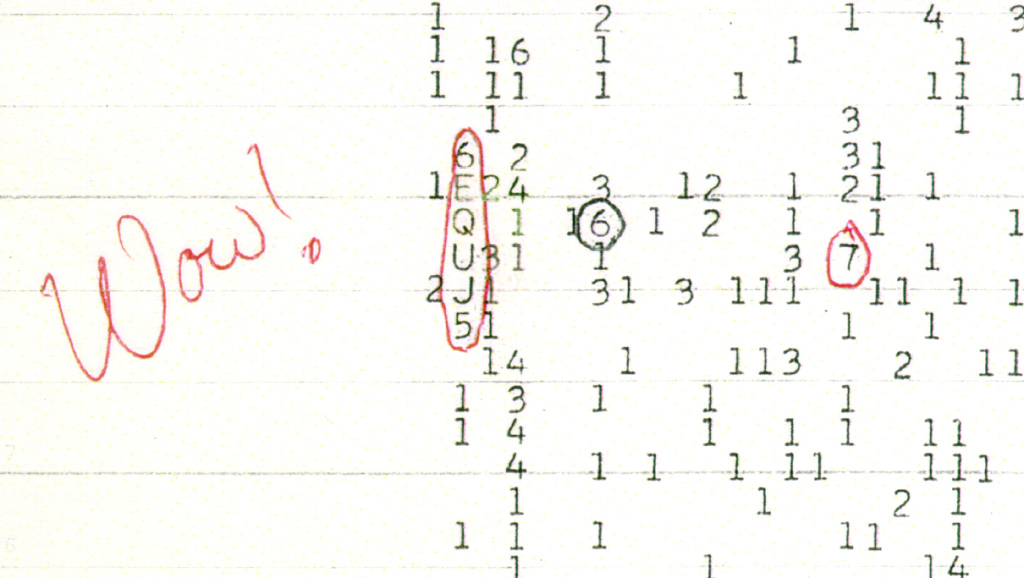
Le signal Wow!, possible message d'une civilisation extraterrestre.

Le physicien Brandon Carter pense que l'humanité pourrait être unique dans l'univers, en s'articulant sur le « principe anthropique faible », idée qu'on peut résumer ainsi : les lois de la physique que nous observons sont celles qui permettaient l'existence d'observateurs (donc des lois d'assemblage de la matière, des durées d'existence compatibles avec l'arrivée de la vie, etc.). En revanche le principe de parcimonie ne nous autorise pas à croire que nous vivrions dans un univers suffisamment vaste pour avoir accueilli le phénomène deux fois — même s'il en existe — car nous aurions alors considérablement plus de chances d'être apparus dans un univers plus petit et en conséquence moins exigeant énergétiquement, et donc plus probable. Le philosophe William Lane Craig précise que le principe anthropique fort n'est qu'un argument téléologique ne prouvant rien, mais celui-ci n'est pas concerné ici.

##### Rappels sur les deux principes anthropiques
Depuis Carter, plusieurs variantes de sa théorie ont été formulées, mais relèvent souvent d'une confusion entre les deux variantes du principe anthropique.

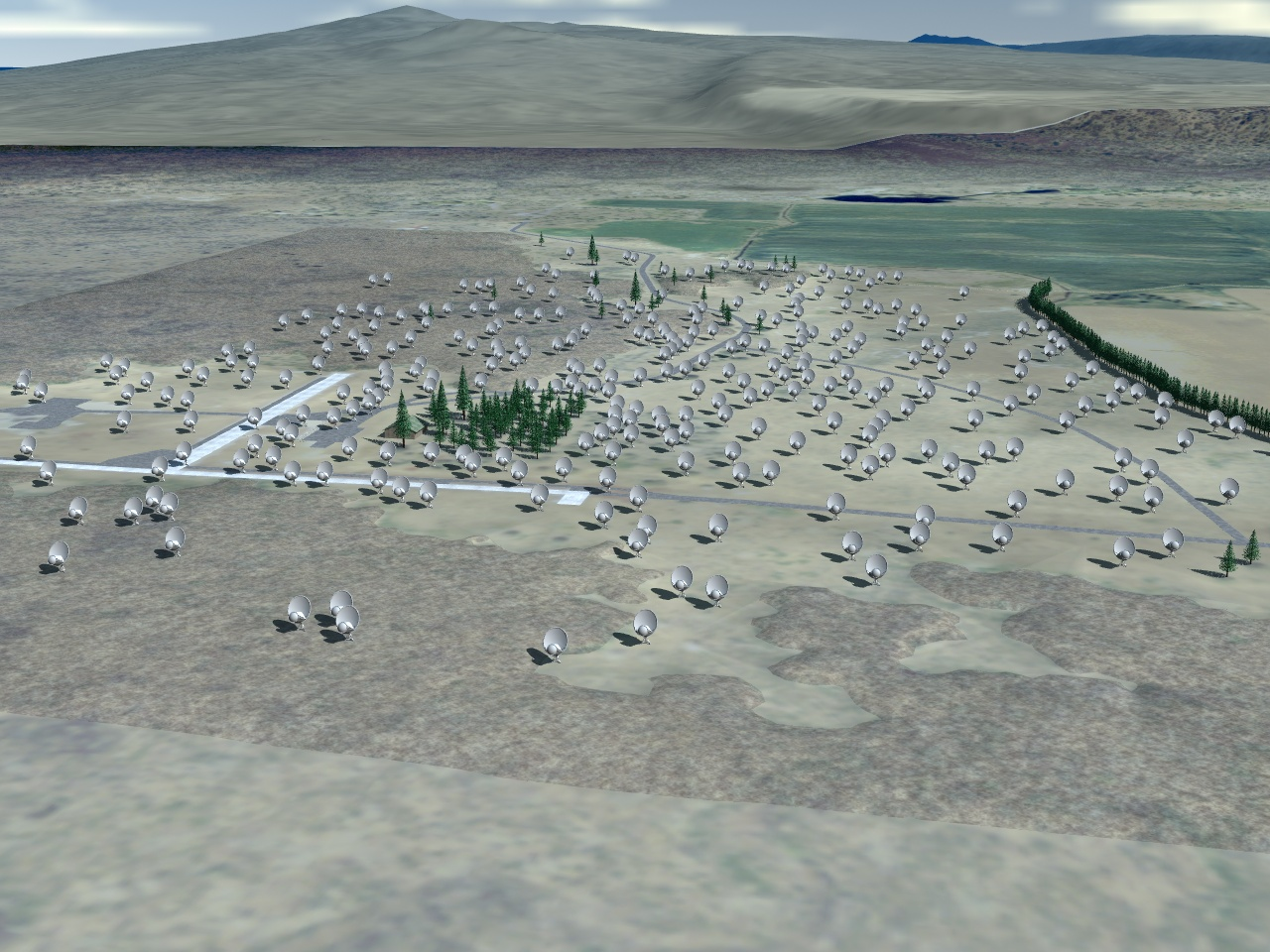
Le radiotélescope Allen Telescope Array, haut-lieu du programme SETI.

Le principe anthropique dit faible (weak anthropic principle, WAP) pose que la position de la Terre dans l'univers est nécessairement privilégiée au sens où elle doit être compatible avec l'existence d'une forme de vie évoluée, puisque nous sommes là pour l'observer. En d'autres termes, si l'univers avait été plus petit ou si ses constances physiques avaient été différentes, la vie telle que nous la connaissons n'aurait pas eu la possibilité d'y apparaître. C'est une forme de lapalissade, de tautologie.
Le principe anthropique dit fort (strong anthropic principle, SAP) pose que l'univers a été réglé avec une combinaison précise de lois et de paramètres fondamentaux tels que des êtres évolués (les humains) puissent y apparaître à un certain moment. Bien qu'elle puisse constituer une explication au paradoxe de Fermi, cette hypothèse, à connotation religieuse ou du moins métaphysique, implique l'existence d'une volonté ou d'une nécessité à l'origine de l'évolution de l'univers, et suggère donc un dessein cosmique à l'origine de l'apparition de l'humanité.
Une troisième variante est le principe anthropique dit final (final anthropic principle, FAP), formulé par le cosmologiste John Barrow et l'astrophysicien Frank Tipler, qui postule que la vie intelligente doit advenir et que celle-ci, une fois parvenue à l'existence, survit pour toujours, agrégeant toujours plus de connaissances, jusqu'à remodeler l'Univers lui-même,. Pour le mathématicien Martin Gardner, le FAP est une aberration logique, si bien qu'il l'a renommé ironiquement le completely ridiculous anthropic principle (CRAP).

#### L'intelligence est rare
Si la vie peut exister, rien ne permet de dire qu'elle puisse atteindre un stade de développement suffisant pour être qualifiée d'intelligente ; c'est le scénario de la « rare mind hypothesis » (« hypothèse de l'intelligence rare »). De fait, le seul exemple connu sur Terre est Homo sapiens. Par conséquent, les espèces utilisant des outils sont peut-être rares dans l'univers. L'outil dépend de l'environnement, or une planète ne possédant pas de métal (ou très peu) ne permettrait pas à des êtres de développer des techniques et des pratiques à haut niveau de complexité. L'évolution technologique n'est peut-être pas inévitable : rien ne prouve que le progrès scientifique est une loi sociétale universelle. La galaxie pourrait abriter des civilisations ayant arrêté leurs développements au stade de la taille de la pierre ou du métal, lesquelles seraient indétectables avec les moyens humains actuels. Il est possible également que l'intelligence du niveau de celle de l'espèce humaine soit rare. Tout dépend de la définition de l'intelligence et de son évolution. Enfin, le langage peut aussi être une acquisition très rare, voire unique à l'humanité. Les recherches de Noam Chomsky montrent que la faculté linguistique est acquise et génétique, fruit d'une longue évolution dépendant elle-même de conditions environnementales que toutes les planètes ne pourraient avoir.
Une étude de 2018 suggère que la probabilité qu'il n'y ait pas d'autre vie intelligente dans l'univers observable est substantielle et qu'il n'est donc pas surprenant que nous n'en détections aucun signe,.

### Hypothèse 2: les civilisations extraterrestres existent mais n'ont pas encore communiqué
Stephen Webb recense 22 explications à cette réponse possible au paradoxe de Fermi, qui peuvent être classées en quatre groupes. Comme il le souligne, cette classe de solutions repose sur le « principe de médiocrité » (« principle of mediocrity »), qui suppose que la Terre est une planète commune dans la Galaxie et qu'elle n'est donc pas unique. La faiblesse de ces solutions, en particulier celles à tendance sociologique, réside cependant dans le fait qu'elles présupposent que toutes les civilisations extraterrestres adoptent le même comportement. Ces scénarios appartiennent à la catégorie des solutions néo-catastrophistes.

#### Les voyages interstellaires sont difficiles

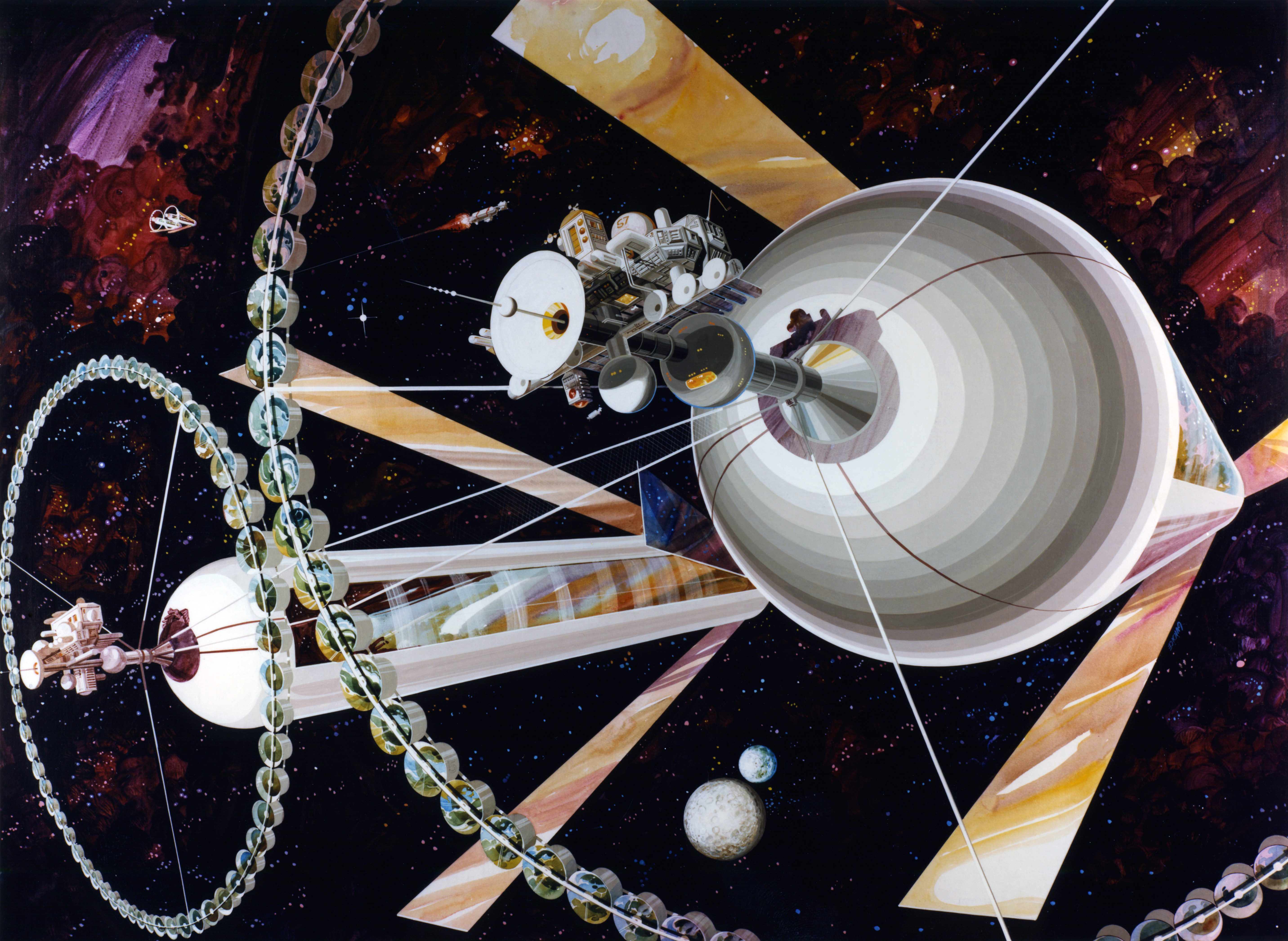
Une paire de cylindres O'Neill à un point de Lagrange (vue d'artiste pour la NASA, 1970).

Les moyens de quitter l'orbite terrestre, bien que nombreux dans la réalité (fusée chimique, statoréacteur, voile solaire, moteur ionique) ou hypothétiques (système antigravité, moteur à tachyons ou transport dans l'hyperespace), ne pourraient pas permettre d'explorer d'autres étoiles selon Stephen Webb. Les arches spatiales (idée d'abord présentée par John Desmond Bernal en 1929 avec le vaisseau générationnel), les cylindres O'Neill et les habitats spatiaux sont limités par les grandes distances entre les planètes viables. Si les voyages interstellaires sont en pratique impossibles, alors, selon Stephen Webb, le paradoxe de Fermi est résolu. Deux solutions techniques se distinguent si l'on considère les possibilités hypothétiques et spéculatives : le déplacement à une vitesse supérieure à celle de la lumière (faster than light, FTL, métrique d'Alcubierre) et le déplacement via des singularités spatiales (tube de Krasnikov, bulle temporelle de Chris Van Den Broeck ou encore extraction de l'énergie du vide).
| Auteur                       | Caractéristiques                                                                                               | Temps estimé                                                                         |
| ---------------------------- | --- | ------------------------------------------------------------------------------------ |
| John Hart                    | La colonisation se fait au moyen d'un vaisseau interstellaire allant à 10 % de la vitesse de la lumière.       | 1 million d'années.                                                                  |
| Eric M. Jones                | La colonisation dépend de l'accroissement démographique de la planète d'origine, puis de ses colonies.         | 60 millions d'années.                                                                |
| Carl Sagan et William Newman | La colonisation se déroule comme un processus de diffusion mathématique.                                       | 13 milliards d'années.                                                               |
| Ian Crawford                 | La colonisation dépend du temps nécessaire pour s'installer sur une planète et, de là, construire un vaisseau. | Entre 3,75 millions d'années et 500 millions d'années (selon les valeurs affectées). |
| Frank Tipler                 | La colonisation est permise par des sondes qui s'autorépliquent.                                               | 4 millions d'années.                                                                 |

Il est possible également que les civilisations extraterrestres n'aient pas encore disposé du temps nécessaire pour atteindre la Terre (physiquement ou par des signaux électromagnétiques) — cette solution est nommée par John Hart « explication temporelle du paradoxe de Fermi » (temporal explanation of the Fermi paradox). Il existe sur ce point plusieurs modèles de colonisation de la Galaxie (voir encadré ci-contre), chacun se basant sur des variables et des facteurs spécifiques. Un modèle récent, celui de Geoffrey Landis publié en 2002, se fonde sur la théorie de la percolation. Il repose sur trois variables : la distance maximale pour établir une colonie (Landis considérant que seuls les voyages au long cours sont possibles), le fait que chaque colonie, après un certain temps, développe sa propre culture (et donc sa propre vague de colonisation), et le fait enfin qu'une colonie ne puisse être établie sur une planète déjà colonisée. Le modèle de la percolation permet à Landis de calculer pour chaque scénario les probabilités des chemins parcourus dans la Galaxie. Les civilisations se distribuent alors selon des aires d'occupation qui laissent aussi apparaître des zones inoccupées. Selon lui, la Terre n'a pas rencontré de civilisations extraterrestres car elle est située dans l'un de ces vides. Le modèle de Landis a cependant des faiblesses et, notamment, il n'explique pas pourquoi la Terre n'a reçu aucune preuve radio émanant incontestablement d'une autre civilisation.
Une possibilité, souvent citée dans la littérature spécialisée ou de science-fiction, est celle imaginée par l'ingénieur australien Ronald Bracewell, à partir des automates autoreproductibles du physicien John von Neumann. Il s'agit de sondes qui parcourent la Galaxie et qui sont capables de s'autodupliquer, accélérant ainsi de manière exponentielle la colonisation, et ce, rapidement et à un coût faible. Pour Bracewell, de telles sondes seraient beaucoup plus efficaces qu'un signal radio. L'astrophysicien Frank Tipler a perfectionné cette solution, dite de « Bracewell – von Neumann », et a ainsi réduit le temps de colonisation de la Galaxie, l'estimant à 4 millions d'années. Il la considère comme la solution la plus plausible, à tel point qu'il y voit le seul moyen de coloniser la Galaxie (selon lui, le contact entre civilisations est impossible). Il existe aussi un scénario nommé « deadly probes scenario » (« scénario des sondes meurtrières »), ou « berserkers » (« folles furieuses »), qui postule que ces sondes ont détruit les civilisations qu'elles ont atteintes.

#### Problèmes de détection et d'interprétation

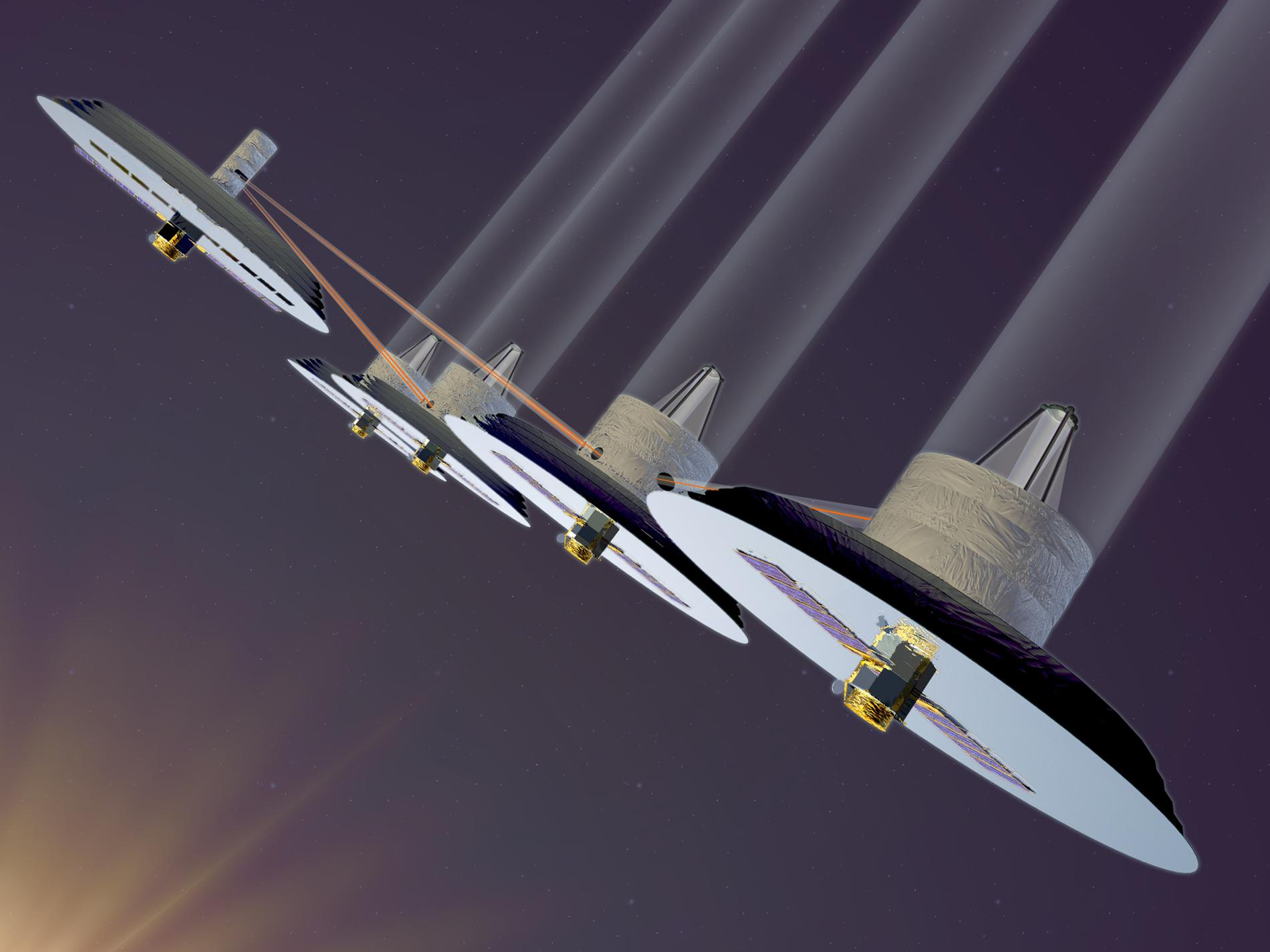
Les projets de télescopes spatiaux vont permettre d'observer optiquement les mondes lointains.

Les scénarios liés aux problèmes de communication sont nombreux. La stratégie de recherche de signaux actuellement mise en œuvre est peut-être inadaptée. Deux types de recherches existent actuellement : il s'agit soit de cibler une étoile (comme le projet Phoenix), soit de capter les signaux provenant de l'ensemble du ciel (comme les programmes SETI, SERENDIP et BETA). Une étude de Nathan Cohen et Robert Hohfeld montre que la meilleure des solutions est d'écouter le plus d'étoiles possibles. Cependant, le problème réside aussi dans la recherche, parmi les signaux recueillis, de messages intelligents. Le projet SETI@home de David Gedye représente la tentative la plus aboutie. Il est également possible qu'un signal intelligent soit déjà dans les bases de données. Le projet META, depuis 1985, a pour but de détecter des indices de messages intelligents, parmi 60 trillions de signaux. Les astronomes Benjamin Michael Zuckerman et Patrick Edward Palmer, dont le programme écoute près de 700 étoiles proches, ont détecté dix signaux qui pourraient être artificiels. Il est par ailleurs possible que les moyens de détection humains n'aient pas assez écouté le ciel, ou que chaque civilisation écoute mais que personne ne transmette (le projet spatial Darwin de l'ESA devait mettre un terme au problème en observant optiquement les mondes lointains, mais a été annulé en 2007). Pour Christopher Rose et Gregory Wright, l'envoi de messages inscrits sur certains matériaux (comme la plaque de Pioneer) est une solution plus efficace pour communiquer que par ondes électromagnétiques alors que pour Freeman Dyson, il faut concentrer les observations sur les sources infrarouges. Pour Sebastian von Hoerner (en 1961) les civilisations extraterrestres peuvent exister mais les transmissions interplanétaires ne permettent pas un échange sur des périodes raisonnables. Chacune est peut-être en train de parler et d'écouter mais la communication est irréalisable étant donné les délais d'échange.

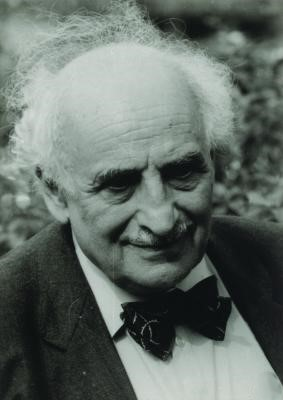
Hans Freudenthal.

Il est aussi possible que les civilisations extraterrestres aient développé des mathématiques différentes, leurs environnements leur ayant permis d'inventer des concepts autres. Un message pourrait ainsi être codé dans un langage mathématique hors de notre compréhension. Le mathématicien Hans Freudenthal a tenté, en inventant le langage Lincos, de communiquer avec les extraterrestres. Les radiations des corps noirs pourraient être des tentatives de communication.

#### Refus ou impossibilité de communiquer
Plusieurs solutions évoquées par Stephen Webb concernent l'impossibilité technique ou le refus systématique de communiquer avec d'autres civilisations. Un monde extraterrestre très avancé technologiquement pourrait ainsi refuser de quitter son système planétaire. Dyson pense qu'une civilisation de type II n'aurait aucun besoin de quitter son système d'origine. Grâce à une sphère enserrant son étoile, elle pourrait en capter toute l'énergie nécessaire, sans avoir à explorer la Galaxie. Les extraterrestres pourraient tout aussi bien rester chez eux pour des raisons philosophiques, ou parce qu'ils auraient développé un puissant environnement virtuel dans lequel ils vivraient totalement. Ils peuvent en effet n'avoir aucun désir de communiquer, soit parce que la prudence et l'isolationnisme sont les traits des civilisations avancées (il existe des exemples sur Terre : le sakoku japonais et le splendide isolement britannique), soit parce que notre niveau d'intelligence ne permettrait pas de comprendre leurs signaux. Les extraterrestres pourraient par exemple avoir résolu la question du besoin et ainsi éliminé toute recherche intellectuelle. Les raisons sont nombreuses mais, selon Stephen Webb, aucune ne résout le paradoxe de Fermi. Des mondes extraterrestres couverts de nuages, ou baignant dans une lumière totale du fait de la présence de plusieurs soleils et ne connaissant donc pas la nuit (comme dans la nouvelle d'Isaac Asimov, Quand les ténèbres viendront, de 1941), seraient également incapables de communiquer au moyen de transmissions interstellaires. Des stations spatiales en orbite permettraient de contourner de tels obstacles. Enfin, autre hypothèse : la Terre appartient à l'horizon des particules (limite cosmologique au-delà de laquelle la lumière ne nous est pas encore parvenue) et les autres mondes demeurent inobservables.
Des difficultés techniques insurmontables pourraient également expliquer le paradoxe. Les explications sur ce point sont nombreuses. Les extraterrestres ont peut-être déjà envoyé un signal interstellaire, mais celui-ci peut prendre plusieurs formes (électromagnétique, gravitationnelle, flux de particules ou de tachyons), dont certaines sont encore inconnues de l'humanité. Le problème de la fréquence d'émission est également crucial : il se peut qu'un signal ait été émis depuis un autre monde, mais que les scientifiques humains ne sachent pas où le chercher. Philipp Morrison et Giuseppe Cocconi ont étudié la question à la fin des années 1950. Ils ont comparé toutes les possibilités, en parcourant le spectre électromagnétique, des ondes radio aux rayons gamma, et conclu que la communication interstellaire au moyen de rayons gamma est celle qui aurait le plus de chance d'être utilisée par une civilisation extraterrestre, estimant que la bande d'émission la plus appropriée se situe entre 1 GHz et 10 GHz, plus précisément entre 1,42 GHz et 1,64 GHz (région nommée le « trou d'eau », waterhole en anglais), ce qui correspond au spectre de l'hydrogène. Frank Drake a tenté d'écouter cette bande d'émission dans le cadre du projet Ozma. Selon Webb, rien ne prouve que les signaux hors du commun captés par les radiotélescopes (comme le signal Wow!) soient d'authentiques messages extraterrestres. Les émissions de pulsations laser seraient une autre solution de communication possible selon Stuart Kingsley (projet COSETI).

#### Catastrophes ou transcendance

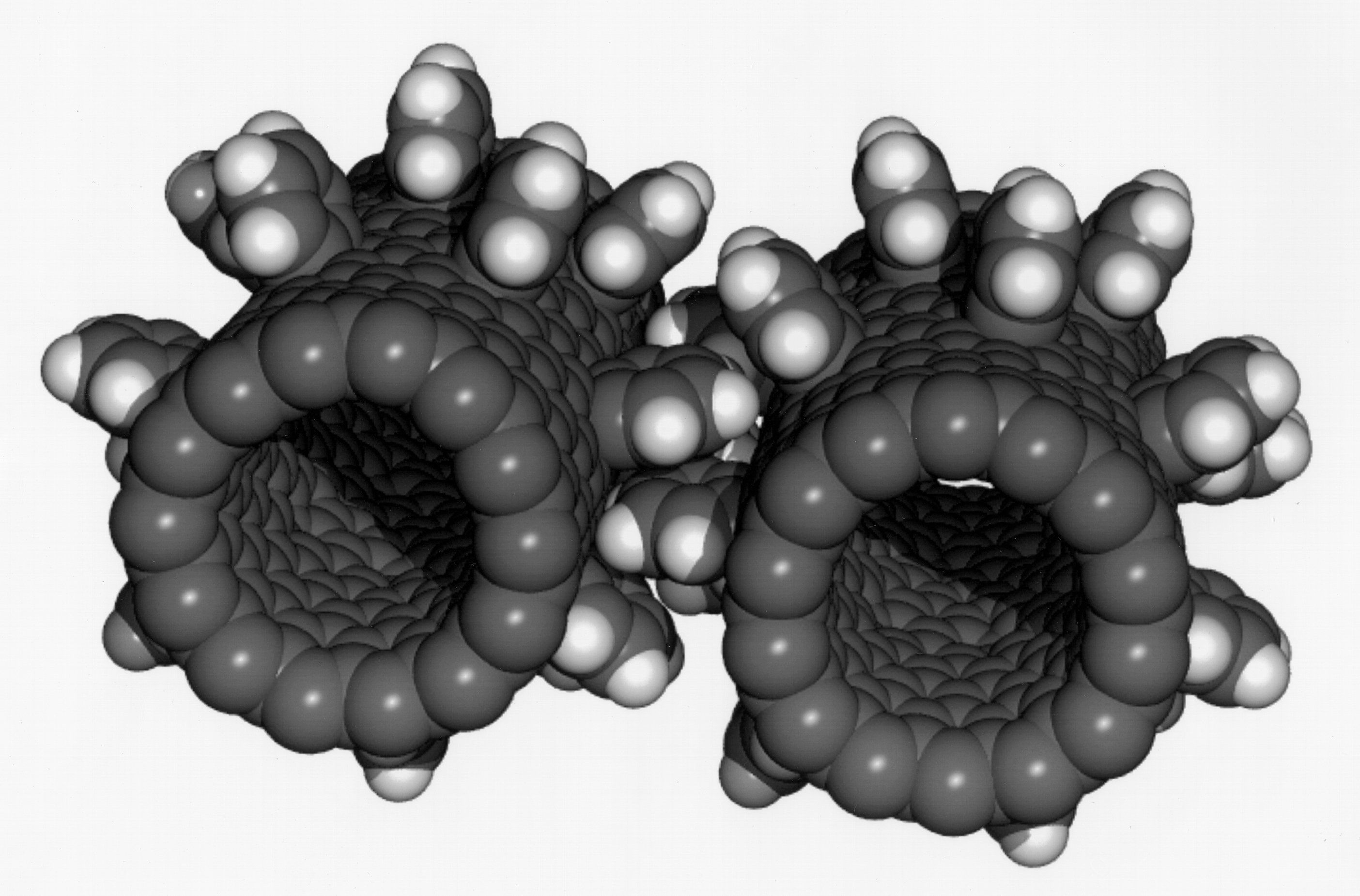
Engrenage nanotechnologique issu d'une simulation de la NASA.

Le fait qu'aucun signal ou aucune trace extraterrestre n'aient été détectés prouverait peut-être que les civilisations ont tendance à disparaître avant d'atteindre leur maturité suffisante. Beaucoup d'hypothèses en font les victimes d'une guerre puis d'un hiver nucléaire, ou d'une guerre bactériologique/chimique à large échelle. Les mondes extraterrestres ont pu aussi disparaître du fait de la surpopulation et des désastres écologiques qui l'ont suivie. À la suite de l'invention des nanotechnologies, Eric Drexler, dans son livre Engins de création, évoque l'existence possible du « grey goo » (« gelée grise ») : des nanorobots programmés pour s'autoreproduire échapperaient rapidement au contrôle de leur créateur pour, en quelques jours, recouvrir la planète entière (hypothèse de l'écophagie globale). Le physicien Robert Freitas a estimé que c'est l'un des facteurs probables d'extinction de civilisations extraterrestres. La destruction peut aussi résulter d'expériences scientifiques, comme celles portant sur l'accélération de particules. Nombre de solutions explorent également la longévité des civilisations extraterrestres. Elles expliquent le paradoxe de Fermi par le fait qu'il existe un temps de vie propre à chaque civilisation et que ce dernier ne leur permet pas d'essaimer dans la Galaxie ou de communiquer avec d'autres mondes.
Les civilisations extraterrestres, du moins celles intelligentes, auraient ainsi tendance à n'exister que de manière éphémère, ou alors à s'autodétruire. Selon Lipunov, chaque civilisation a un temps de vie limité par des facteurs qui lui sont spécifiques. Une solution au paradoxe est celle proposée dès 1969 par l'astrophysicien John Richard Gott, et nommée l'« argument de l'apocalypse » (doomsday argument). Selon Gott, chaque civilisation, en fonction de ses caractéristiques, possède une probabilité de vie et de mort, évaluable au moyen d'un outil statistique, le « delta t ». Utilisant le principe copernicien, il estime qu'il existe 95 % de probabilités que l'espèce humaine perdure entre 5,1 et 7,8 millions d'années. Combiné à l'équation de Drake, le modèle de Gott établit qu'il existe moins de 121 civilisations dans la Galaxie capables de radiotransmettre. Selon Igor Bezsudnov et Andrei Snarskii, le contact puis le rassemblement au sein d'un conglomérat des civilisations galactiques (galactic club), est le seul facteur qui permettrait à une civilisation de prolonger sa propre existence, et ce en raison de la stimulation intellectuelle qu'un tel échange occasionnerait. Un monde n'ayant pas rencontré d'autres civilisations aurait ainsi tendance à disparaître.

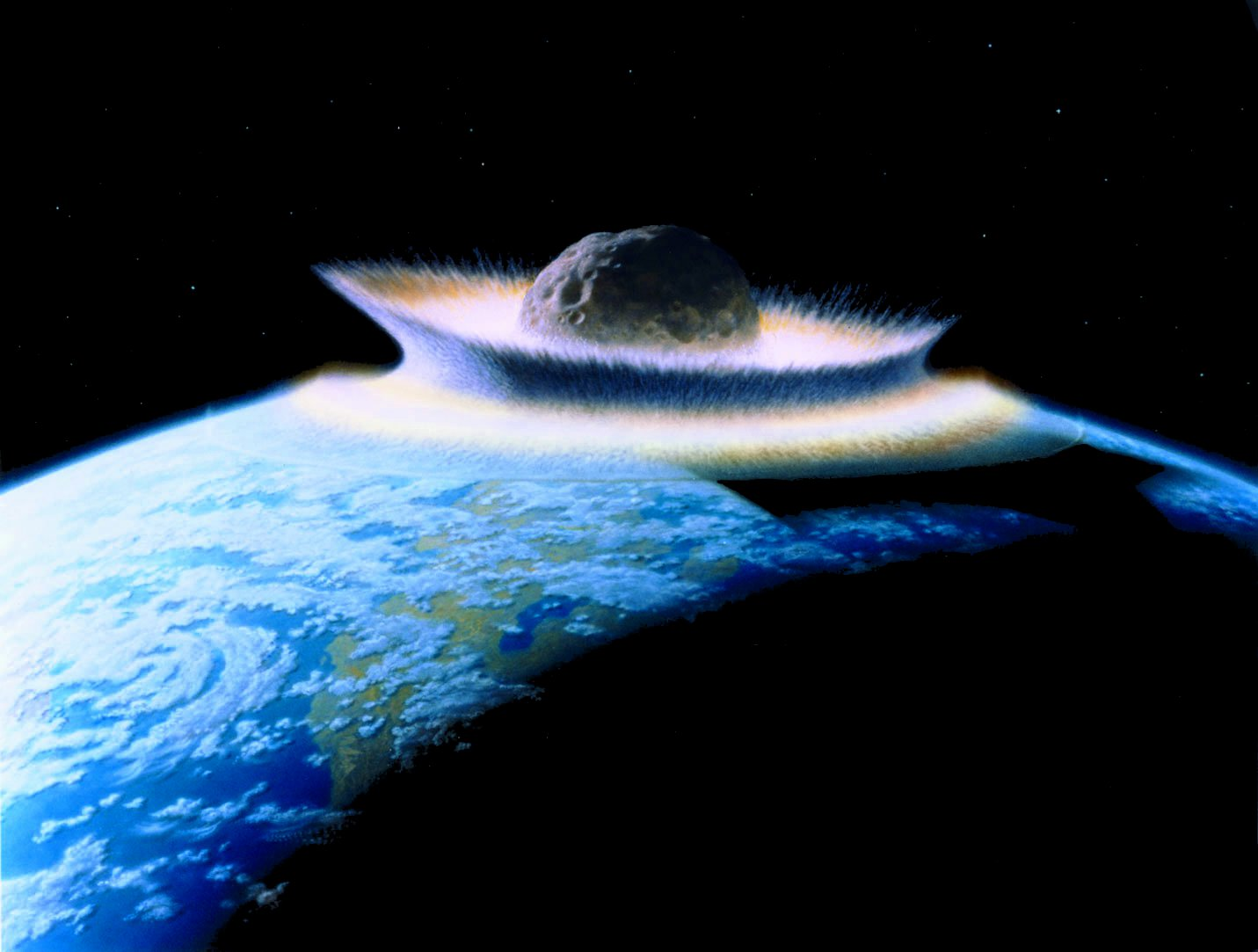
L'impact avec un objet géocroiseur peut expliquer la fin d'une civilisation extraterrestre.

Selon le mathématicien et écrivain de science-fiction Vernor Vinge, l'évolution technologique va entraîner, dans l'histoire humaine, un changement radical de civilisation, qu'il nomme la « singularité ». Reprenant l'idée de Vinge, Stanislaw Ulam et Irvin John Good postulent que les extraterrestres ne communiqueraient donc pas car ils auraient atteint un niveau d'existence transcendant. Selon Stephen Webb toutefois, l'hypothèse de Vinge ne résout pas le paradoxe de Fermi car elle échoue à expliquer pourquoi aucun signal extraterrestre n'a été capté. De plus, la notion de singularité exacerbe encore davantage le paradoxe, puisqu'elle postule que des civilisations peuvent parvenir à un haut niveau technologique.

### Hypothèse 3: les civilisations extraterrestres existent et nous rendent visite
Stephen Webb recense sept explications à cette réponse possible au paradoxe de Fermi (plus une humoristique). Ces scénarios appartiennent à la catégorie des solutions solipsistes.

#### Le phénomène OVNI

Un prétendu OVNI photographié à Passoria, dans le New Jersey aux États-Unis, en 1952.

Depuis 1947 et le témoignage de Kenneth Arnold, le phénomène OVNI représente l'explication la plus populaire à l'hypothèse que les civilisations extraterrestres existent et nous visitent — si les soucoupes volantes sont considérées comme réelles, alors le paradoxe de Fermi est immédiatement résolu. Selon Webb, cette solution est cependant incomplète car rien ne permet d'affirmer que les OVNI sont des machines extraterrestres. Pour Pierre Lagrange, il existe un sous-paradoxe à celui de Fermi, conséquence directe du premier, le « paradoxe des OVNI » : les OVNI n'ont peut-être rien à voir avec des extraterrestres, pourtant « si nous étions confrontés à des extraterrestres, tout se passerait comme dans la controverse sur les OVNI »,.
Le phénomène OVNI est peu cité dans les solutions scientifiques proposées. Robert Freitas l'exclut des débats sur le paradoxe de Fermi. Toutefois, James Deardorff, Bernard Haisch, Bruce Maccabee et Harold E. Puthoff concèdent que quelques cas d'observations d'OVNI délivrent des indices qui pourraient laisser penser que des entités extraterrestres visitent la Terre. Beatriz Gato-Rivera étudie quant à elle le scénario dans lequel la Terre est dans la zone d'influence d'une hypercivilisation galactique.

#### Des traces de passage extraterrestre
Webb recense une autre classe d'explications qui tendent à montrer que les extraterrestres sont présents près de la Terre, et qu'ils ont laissé des preuves de leur passage. L'explosion mystérieuse à Toungouska en 1908, les structures qui laissent penser à des ouvrages technologiques sur la Lune, ou les croyances quant au fait que sa face cachée ait pu abriter des bases extraterrestres appartiennent à cette classe, de même que la théorie des anciens astronautes popularisée par Erich von Däniken dans les années 1970. Selon ce dernier, les extraterrestres ont visité la Terre dans le passé de l'humanité, laissant des traces, comme les pyramides mayas ou encore les tracés de Nazca. Un autre scénario spécule sur le fait que des sondes extraterrestres seraient présentes en orbite, sur l'un des cinq points de Lagrange, à sa périphérie (« artifact hypothesis »). Des échos radio locaux (LDE) seraient ainsi émis par ces sondes, qui surveilleraient le développement de l'humanité ; c'est l'hypothèse de la sentinelle (« sentinel hypothesis »),,. Or, ces rapprochements sont peu rigoureux. Carl Sagan et J.-S. Shklovsky, en 1966, examinant une tradition légendaire sumérienne qui raconte comment des êtres supérieurs auraient enseigné les grandes disciplines du savoir aux hommes, ont montré qu'il est impossible de démontrer la réalité d'un contact extraterrestre à partir de tels récits. En l'absence de preuve évidente (par exemple un artéfact extraterrestre ou une technologie avancée dessinée de façon détaillée), établir des traces de passage extraterrestre dans l'histoire (astroarchéologie) est une entreprise dénuée de rigueur.

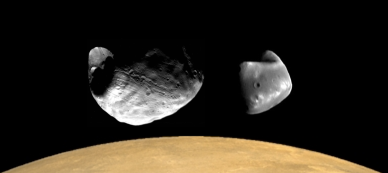
Les satellites naturels de Mars, Phobos (à gauche) et Déimos (à droite).

La planète Mars a longtemps cristallisé les hypothèses quant à l'existence de civilisations extraterrestres proches de nous. La croyance en la présence de canaux à sa surface, depuis les observations astronomiques de Giovanni Schiaparelli en 1877, jusqu'au comportement énigmatique de son satellite Phobos, ont fait de Mars le lieu privilégié des projections humaines quant à l'existence des extraterrestres. Iosif S. Shklovsky a par exemple suggéré que Phobos était artificiel, tandis que selon Frank Salisbury Phobos aurait été mis en orbite entre 1862 et 1877 (l'astronome Heinrich Arrest ne l'a en effet pas remarqué en 1862). D'autres lieux ont cependant cristallisé l'imagination humaine : selon Michael Papagiannis, les astéroïdes de la ceinture au-delà de Mars pourraient abriter des colonies extraterrestres, alors que pour David Stephenson l'orbite excentrique de Pluton est le signe d'un projet d'astroingénierie. Les autres planètes naines transneptuniennes sont également autant de candidates à l'hypothèse de bases extraterrestres.

#### Théorie de la panspermie

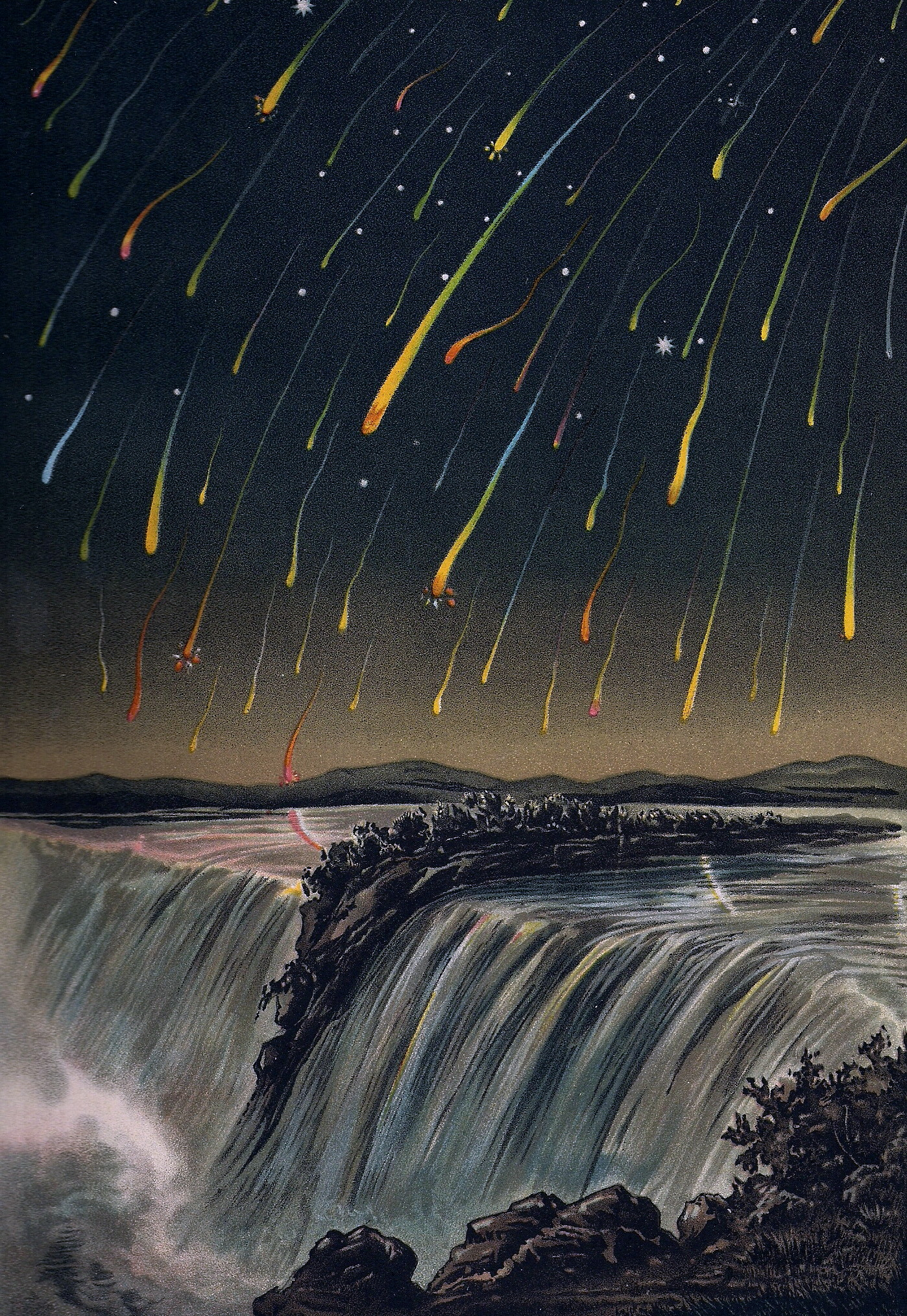
Selon la théorie de la panspermie dirigée, la vie aurait pu être apportée sur Terre par des comètes.

Webb aborde une classe d'explications qui font l'hypothèse que les humains sont eux-mêmes d'origine extraterrestre. Depuis Fred Hoyle et Chandra Wickramasinghe, qui ont imaginé que des microbes auraient pu être transportés par des comètes jusque sur Terre, expliquant par-là les grandes extinctions de son histoire, la théorie de la panspermie forme le cœur de ce scénario. En 1973, Francis Crick — co-découvreur de la structure de l'ADN — et Leslie Orgel vont même plus loin en posant l'idée d'une « panspermie dirigée » (directed panspermia), c'est-à-dire une intention intelligente et délibérée de semer la vie sur Terre. Les objectifs seraient multiples : préparer la planète à une future colonisation, adapter sa chimie, effectuer un test géant ou encore y sauvegarder le code génétique de toute une civilisation à l'agonie. L'hypothèse que l'ADN des espèces vivantes sur Terre est un message ou un héritage des extraterrestres au moyen de la panspermie, théorie datant des années 1970, est fortement ancrée dans l'imaginaire.

#### Hypothèse du zoo
Théorisée en 1973 par l'astronome John A. Ball, l'hypothèse du zoo pose que des extraterrestres existeraient bien et s'intéresseraient à notre espèce. Ils pourraient le faire de la même façon que nous nous intéressons aux animaux dans des réserves naturelles, par curiosité scientifique et en cherchant à interagir le moins possible avec eux, en nous observant à distance, depuis la ceinture d'astéroïdes ou des confins du Système solaire. Cette hypothèse est directement destinée, selon Ball, à résoudre le paradoxe de Fermi. Il reprend l'idée qu'étant donné la longévité de l'univers, les civilisations extraterrestres doivent être nombreuses et ont dû se répandre dans la galaxie tout entière. Or, l'absence de contact est selon lui l'argument le plus fort en faveur de l'hypothèse du zoo, dont il existe, selon les facteurs pris en compte, plusieurs variantes.
Le scénario dit du « laboratoire » pose que la Terre est le sujet d'une expérience, alors que James Deardorff propose le scénario d'un embargo non étanche (leaky embargo) : certains extraterrestres ne respecteraient pas la situation « intouchable » de la Terre et la visiteraient furtivement. Deardorff parvient ainsi à intégrer les observations d'OVNI dans son scénario, chose que ne pouvait faire Ball. Un développement supplémentaire de cette hypothèse est celui de la « quarantaine galactique » : une civilisation extraterrestre — ou plusieurs formant une guilde — attendrait que l'humanité parvienne à un certain niveau technologique, ou évite l'autodestruction, avant de prendre contact avec elle. Selon Webb, ce scénario et ses développements alternatifs souffrent de plusieurs défauts : ils ne sont pas testables, ils échouent à expliquer pourquoi la Terre n'a pas été colonisée longtemps avant l'apparition de la vie, et enfin ils n'expliquent pas pourquoi les télescopes ou autres instruments ne détectent aucun signe de vie intelligente dans la galaxie.

#### Hypothèse de l'apartheid cosmique
Selon Webb, l'hypothèse de l'« apartheid cosmique » est un développement de l'hypothèse du zoo qui constitue cependant à lui seul une solution autonome au paradoxe de Fermi. En 1987, Martyn J. Fogg explique que la Terre et ses espèces vivantes sont rendues intouchables (ou inviolables) par les civilisations extraterrestres, en raison d'un traité galactique. Cette « hypothèse de l'interdit » (interdict hypothesis) se fonde sur l'idée que, selon toute vraisemblance, la Galaxie devrait déjà avoir été colonisée, et ce bien avant la formation du Système solaire. Depuis, la Galaxie serait entrée dans une ère d'équilibre des puissances, ce qui expliquerait qu'il n'y a pas de recherches de contacts. La Terre serait ainsi située au sein de l'aire d'influence d'une de ces puissances galactiques, membre d'un galactic club, idée que Fogg emprunte à Sagan et Newman, qui parlent aussi d'un code de conduite commun, le Codex Galactica. La Terre étant un domaine réservé à cette puissance, aucun contact ne serait possible tant que l'humanité n'aurait pas acquis assez de technologie pour rejoindre ce club galactique. Webb voit cependant une faiblesse dans cette hypothèse : l'homogénéité culturelle est un mythe, étant donné la relativité des voyages interstellaires (impliquant des durées d'écoulement du temps différentes en fonction des endroits et des vitesses), ce qui constitue un obstacle à l'édification de vastes civilisations. Ce thème de la provolution est populaire dans la littérature et le cinéma, développé notamment dans le Cycle de l'Élévation (1980) de David Brin.

#### Hypothèse du planétarium

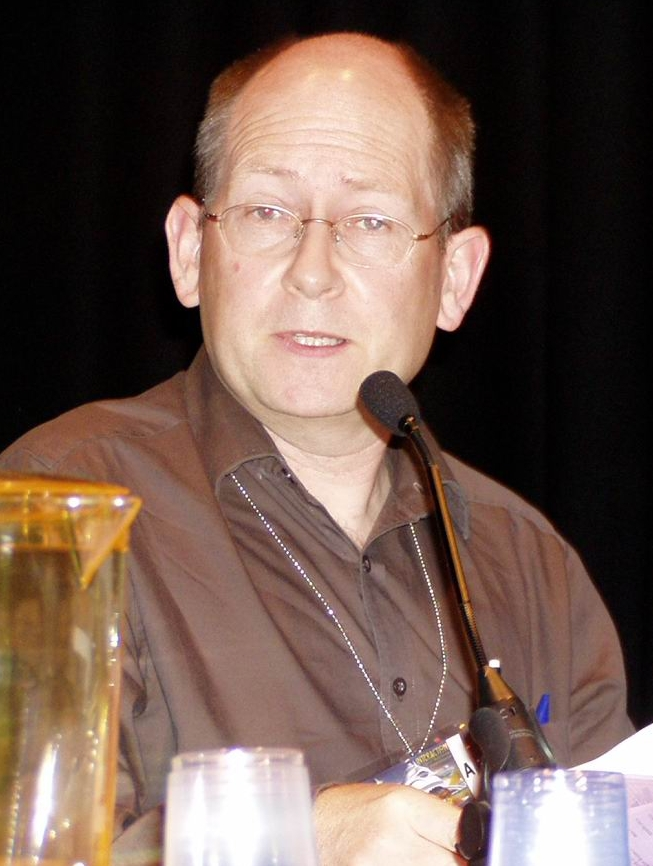
L'écrivain de science-fiction et physicien Stephen Baxter, auteur de l'hypothèse du planétarium.

Pour Stephen Baxter, le paradoxe de Fermi peut être résolu au moyen d'une hypothèse proche de celle du zoo : l'hypothèse du « planétarium » (planetarium hypothesis). La Terre serait prise dans une puissante simulation de réalité virtuelle qui lui masquerait les signes et preuves de la présence extraterrestre. Des signaux électromagnétiques dissimuleraient la signature de leur présence en engendrant l'équivalent d'un planétarium, à l'échelle du Système solaire tout entier. L'idée a été reprise dans la nouvelle de Robert A. Heinlein Universe, et au cinéma dans Matrix ou (à plus petite échelle) The Truman Show. Pour Stephen Webb, cette hypothèse, qui tend à être un solipsisme moderne et qui va à l'encontre du rasoir d'Ockham, est peu réaliste, sauf si l'on admet l'existence d'une civilisation très puissante (de type III chez Kardachev). De tels dispositifs nécessitent la maîtrise de l'astro-ingénierie. Anders Sandberg imagine quant à lui les « cerveaux de Jupiter » : des cerveaux artificiels de la taille de Jupiter et d'une puissance de calcul phénoménale. Ces projets d'astro-ingénierie seraient capables de consommer l'énergie d'une étoile pour fonctionner.

#### Les extraterrestres sont des dieux
La dernière classe d'explications à l'hypothèse que les extraterrestres existent et nous visitent, mais demeurent invisibles à nos yeux, et que ces derniers possèdent une telle avancée technologique qu'ils risqueraient d'être considérés comme des dieux (certains auteurs de science-fiction ont d'ailleurs réinterprété ainsi les textes religieux traditionnels, l'exemple le plus célèbre étant la suite de romans de Doris Lessing, Canopus dans Argo, et en particulier Shikasta). Il existe une variante encore plus spéculative de ce type de scénario : notre univers entier est une création de Dieu, qui est un extraterrestre. Lee Smolin et Edward Harrison ont avancé l'idée que les trous noirs sont engendrés par des puissances démiurgiques afin de créer des univers. Cette hypothèse s'appuie notamment sur l'exothéologie. Dans The Physics of Immortality : Modern Cosmology, God and the Resurrection of the Dead, Frank J. Tipler a utilisé le principe anthropique pour postuler l'existence d'une civilisation extraterrestre si avancée qu'elle pourrait, après le Big Crunch (si Big Crunch il y a — voir Saul Perlmutter), engendrer un nombre infini de computations si bien qu'elle serait capable de reformer l'univers actuel au sein d'une simulation virtuelle. Cette civilisation pourrait notamment créer des multivers dans lesquels le principe anthropique fort serait effectif ; elle pourrait aussi faire en sorte que dans chaque univers l'espèce intelligente soit la seule. Les solutions spirituelles sont également envisagées : l'absence d'extraterrestres s'expliquerait par le fait que l'univers a été créé spécifiquement pour l'âme humaine. Il demeurerait vide pour permettre l'avènement de la parousie annoncée.

## Dans les œuvres de fiction

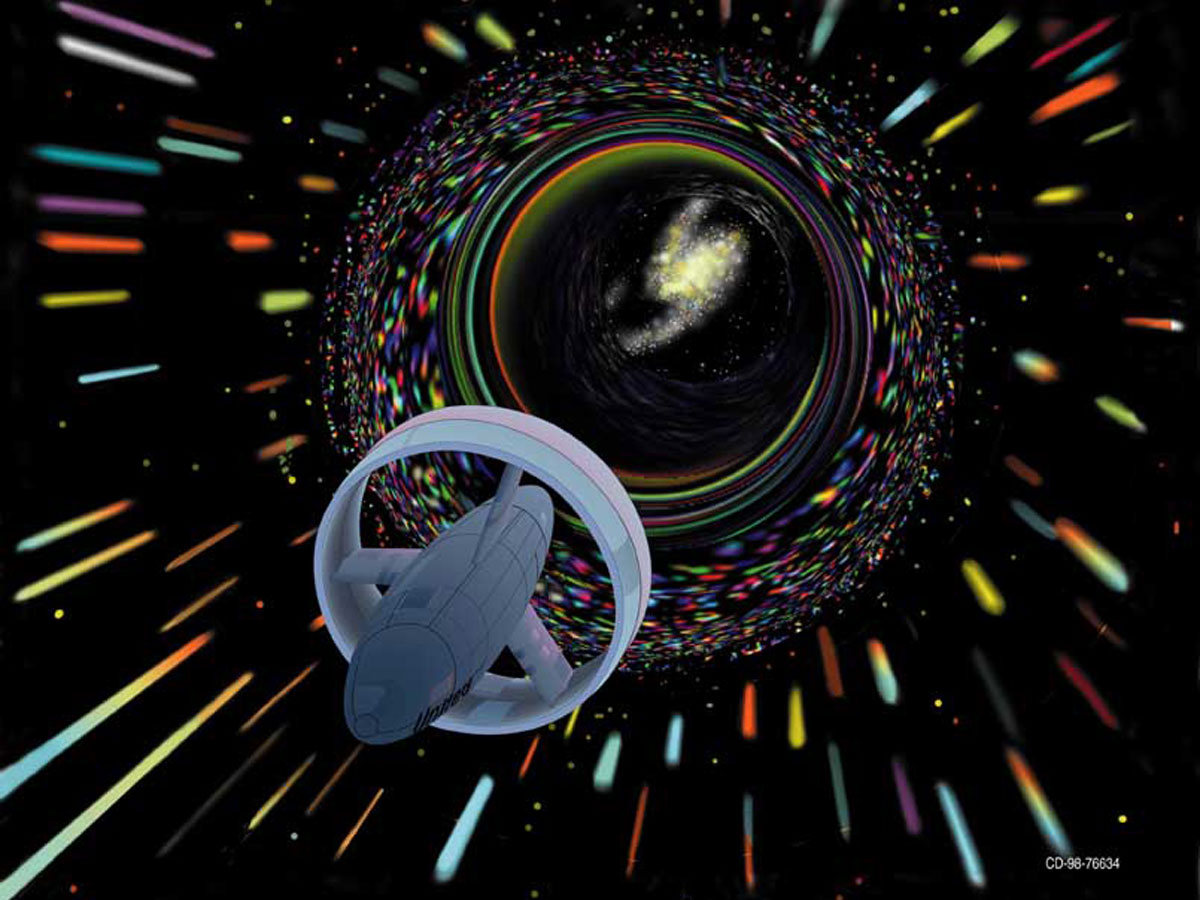
La science-fiction a imaginé nombre de solutions au paradoxe énoncé par Fermi.

Le paradoxe de Fermi et ses solutions possibles sont mentionnés dans de multiples œuvres littéraires ou cinématographiques, en particulier dans le genre de la science-fiction. Ce genre interroge l'imagination humaine : « Qu'il s'agisse de Solaris de Stanisław Lem, de 2001, l'Odyssée de l'espace de Stanley Kubrick et surtout de Contact, de Carl Sagan, que Robert Zemeckis a porté à l'écran en 1997, le contact aboutit à une situation où notre propre intelligence se trouve transcendée par d'autres formes d'intelligence. » Au cinéma, l'idée que les extraterrestres aident l'humanité sans se montrer (hypothèse des « grands transparents ») a été de nombreuses fois exploitée : dans L'Agence en 2011 notamment (d'après une nouvelle de Philip K. Dick). Dans la bande dessinée, Hergé fait un clin d'œil à cette hypothèse sous les traits de Jacques Bergier dans Vol 714 pour Sydney.
Dans Ultimate Extinction (comic book des éditions Marvel Comics, no 1, 2006), Mr Fantastique note que Galactus fournit une solution à la contradiction apparente entre l'équation de Drake et le paradoxe de Fermi : la Terre n'aurait pas encore rencontré de civilisations extraterrestres parce qu'elles sont rendues rares par le comportement de prédation d'une d'entre elles. Dans le roman Babel Minute Zero de Guy-Philippe Goldstein publié en 2007, le Pr Ernst Alberich note qu'au moment où il discute du paradoxe, Enrico Fermi travaille à l'une de ses solutions, qu'il ne veut évoquer : la création de la première bombe H. Piégée par la logique de la guerre qui l'anime depuis toujours, l'humanité se condamne à un destin d'autodestruction, même si elle en a parfaitement conscience. Or, il en va de même pour toutes les autres espèces animales dans l'Univers, explique Alberich.
Dans son roman Espace (Manifold: Space, 2001, publié en 2007), Stephen Baxter explique que toutes les espèces suffisamment évoluées n'ont ni le temps d'atteindre le type IV de l'échelle de Kardachev, ni la possibilité de se répandre dans l'Univers car elles sont : soit systématiquement éradiquées par l'explosion d'un pulsar proche, soit menées à l'extinction par l'épuisement des ressources. À l'échelle de l'Univers, de telles explosions de pulsars, et la raréfaction des ressources, sont suffisamment fréquentes pour empêcher toute civilisation de se développer sur le long terme, ou pour en conduire du moins une certaine fraction à la régression vers l'organisation tribale. D'autres romans de Baxter proposent des solutions au paradoxe de Fermi, notamment The Children's Crusade (2000), Refu-gium (2002) et Touching Centauri (2002). Enfin, dans Accelerando, Charles Stross avance l'idée que, confrontée à la difficulté et au coût de l'exploration spatiale, une civilisation suffisamment avancée pourrait se replier sur elle-même plutôt que de coloniser l'univers, vivant dans des univers virtuels engendrés par des sphères de Dyson concentriques.
De nombreuses autres œuvres de science-fiction abordent des solutions au paradoxe de Fermi : A. E. van Vogt dans Asylum (1942) ; David Brin dans Just a Hint (1981), The Crystal Spheres (1984) et dans Lungﬁsh (1986) ; Gregory Benford dans À travers la mer des soleils (1984) ; Charles Pellegrino dans Flying to Valhalla (1993) ; Joe Haldeman dans Le Message (2000) ; Alastair Reynolds dans L'Espace de la révélation (2000) ; Paul J. McAuley dans Interstitial (2000) ; Robert Reed dans Lying to Dogs (2002) ; ou encore Jack McDevitt dans Omega (2003). Dans Berserker (1967 et 1979), Fred Saberhagen reprend le scénario de sondes autoreproductibles qui détruisent les civilisations qu'elles ont atteintes. Dans Les Grands Transparents (2010), Philippe Bataille utilise l'hypothèse des « grands transparents » (l'humanité est aidée par une entité extraterrestre indécelable). Dans Notre modèle économique ? Le paradoxe de Fermi (The Fermi Paradox Is Our Business Model, 2010), Charlie Jane Anders met en scène un couple d'extraterrestres qui font du profit sur les civilisations à l'agonie ou mortes. Dans Le Paradoxe de Fermi (2002), Jean-Pierre Boudine examine la possibilité que les civilisations intelligentes s'autodétruisent, à travers un conte philosophique mêlant réflexions scientifiques et sociologiques (inspirées par l'essayiste survivaliste Piero San Giorgio dans Survivre à l'effondrement économique) et solutions possibles au paradoxe. La « boutade cosmologique » de Fermi est donc pour Boudine une occasion de critiquer la tendance autodestructrice de l'humanité qui serait commune à toutes les formes de vies, la durée d'existence d'une civilisation parvenue au plein essor de son développement technologique étant d'environ deux cents ans, un infime instant à l'échelle cosmique. Le paradoxe de Fermi ne doit plus s'entendre alors par « si les extraterrestres existent » mais par « quand ». Autrement dit, à la civilisation émettrice d'un message doit correspondre une civilisation d'une technologie équivalente pour le recevoir, adéquation rendue difficile voire impossible par leur courte durée d'existence.
Dans la nouvelle Vous voyez mais vous n'observez pas (1995), l'auteur Robert J. Sawyer imagine que Sherlock Holmes et le Dr Watson sont téléportés du XIXe siècle au XXIe siècle par des scientifiques qui voudraient que Sherlock Holmes résolve le Paradoxe de Fermi.

### Théorie de la Forêt Sombre
La théorie de la Forêt Sombre fut d'abord évoquée par l'auteur et astronome David Brin en 1983 puis par l'auteur Greg Bear en 1987 sans qu'elle ne soit nommée. Liu Cixin précise, baptise, et remet l'hypothèse en lumière en 2008. L'hypothèse peut être considérée comme une solution potentielle au paradoxe de Fermi ,,,.
Dans sa trilogie du Problème à trois corps (Le Problème à trois corps, La Forêt sombre, La Mort immortelle), l'auteur propose en effet sa solution au paradoxe de Fermi, notamment dans le deuxième roman, dont le titre est la métaphore de cette solution : L'hypothèse de la Forêt Sombre. Celle-ci s'apparente à la solution dite de la « quarantaine cosmique » décrite par Stephen Webb mais en s'appuyant sur la cosmosociologie d'une part et sur les limites connues de la physique de l'univers d'autre part.
Liu Cixin s'appuie en effet dans ce second roman de la trilogie sur deux impératifs de la cosmosociologie auxquels seraient soumises les civilisations cosmiques : avant tout, la survie, nécessité première de toute civilisation (qui, sans cela, ne serait sans doute pas devenue une civilisation) ; ensuite, la croissance et l'expansion progressive, alors que la quantité totale de matière disponible dans l'Univers est constante (ce dernier point n'est pas strictement nécessaire à l'hypothèse de Liu Cixin).
Le cœur de l'hypothèse énoncé par Liu Cixin dans son roman est dû aux limites physiques de la vitesse de la lumière qui limite autant les communications que les vitesses maximales d'actions dans l'univers, et au fait que les vitesses atteintes par une civilisation évoluée dans l'espace pourraient être proches de la vitesse de la lumière. En partant de là, Liu Cixin expose son hypothèse : si toute détection d'une autre civilisation revient à prendre le risque, même faible, que celle-ci soit agressive, alors il existe un risque que celle-ci nous agresse à une vitesse proche de la lumière (en envoyant un missile très rapide par exemple). Or, la vitesse de la lumière étant une limite dans l'univers selon nos connaissances actuelles, il serait alors impossible de détecter cette agression avant qu'elle n'atteigne, ou peu avant qu'elle n'atteigne notre civilisation.
Comme il est impossible d'établir au préalable une discussion avant que l'autre n'agisse agressivement et de prédire ses actions, cela rendrait de fait extrêmement dangereux tout contact extraterrestre. Le comportement cohérent vers lequel converger du point de vue d'une civilisation serait alors de rester camouflé en limitant considérablement toute émission détectable vers l'extérieur et en favorisant les voyages les plus discrets possibles. Le second comportement cohérent serait d'exterminer préventivement toute civilisation détectée, avant que celle-ci ne puisse agir ou avant qu'elle n'atteigne le niveau technologique qui ferait d'elle une menace.
Le cosmos serait ainsi assimilable à une « forêt sombre » où rôdent des extraterrestres qui, armés, tâchent de rester indétectables tout en étant prêts à frapper dès qu'une cible passe à leur portée.
L'un des personnages principaux de la trilogie, Luo Ji, affirme que pour toute civilisation, dévoiler son existence à une autre civilisation, ou la laisser survivre, sont des attitudes dangereuses. Il ne reste donc qu'une seule voie, la détruire.
La théorie a donné lieu à divers travaux scientifiques récents discutant ou reprenant ses postulats pour des simulations. Voir Théorie de la forêt sombre.

### Citations originales
1. ↑  « I have only fragmentary recollections about the occasion (…) I do have a fairly clear memory of how the discussion of extra-terrestrials got started while Enrico, Edward, Herb York, and I were walking to lunch at Fuller Lodge. »
2. ↑  « More amusing was Fermi's comment, that it was a very reasonable theory since it accounted for two separate phenomena: the reports of flying saucers as well as the disappearance of the trash cans. There ensued a discussion as to whether the saucers could somehow exceed the speed of light. »
3. ↑  « My recollection of the event involving Fermi (…) is clear, but only partial. To begin with, I was there at the incident. I believe it occurred shortly after the end of the war on a visit of Fermi to the Laboratory, which quite possibly might have been during a summer. »
4. ↑  « The discussion had nothing to do with astronomy or with extraterrestrial beings. I think it was some down-to-earth topic. Then, in the middle of this conversation, Fermi came out with the quite unexpected question « Where is everybody ? » (…) The result of his question was general laughter because of the strange fact that in spite of Fermi's question coming from the clear blue, everybody around the table seemed to understand at once that he was talking about extraterrestrial life. »
5. ↑  « I also remember that Fermi explicitly raised the question, and I think he directed it at me, « Edward, what do you think ? How probable is it that within the next ten years we shall have clear evidence of a material object moving faster than light? » I remember that my answer was 1O−6. Fermi said, « This is much too low. The probability is more like ten percent » (the well known figure for a Fermi miracle). »
6. ↑  « [Fermi] followed up with a series of calculations on the probability of earthlike planets, the probability of life given an earth, the probability of humans given life, the likely rise and duration of high technology, and so on. He concluded on the basis of such calculations that we ought to have been visited long ago and many times over. »